# Etzelsrode
Etzelsrode ist ein Ortsteil der Stadt und Landgemeinde Bleicherode im thüringischen Landkreis Nordhausen.

## Politische Gemeinde

### Gemeindegebietsänderungen
Am 1. Januar 2019 schlossen sich die Gemeinden Etzelsrode, Friedrichsthal, Kleinbodungen, Kraja, Hainrode, Nohra, Wipperdorf und Wolkramshausen sowie die Stadt Bleicherode zur neuen Stadt und Landgemeinde Bleicherode zusammen. Bereits zuvor war Bleicherode Erfüllende Gemeinde für die Gemeinde Etzelsrode.

### Einwohnerentwicklung
Entwicklung der Einwohnerzahl (31. Dezember):
| - 1816: 170 - 1855: 190 - 1924: 138 - 1939: 164 - 1940: 183 - 1942: 186 | - 1994: 106 - 1995: 102 - 1996: 105 - 1997: 107 - 1998: 105 - 1999: 104 | - 2000: 104 - 2001: 105 - 2002: 117 - 2003: 114 - 2004: 114 - 2005: 100 | - 2006: 101 - 2007: 104 - 2008: 110 - 2009: 109 - 2010: 096 - 2011: 098 | - 2012: 93 - 2013: 96 - 2014: 89 - 2015: 89 - 2016: 93 - 2017: 88 - 2018 (30. Juni): 86 |

Datenquelle bis 1942: Ortschronik von Etzelsrode. Datenquelle ab 1994: Thüringer Landesamt für Statistik

### Ortsteilbürgermeister
Nach dem Gemeindezusammenschluss wurde bei der Kommunalwahl 2019 Nicola Lütge mit 93,8 Prozent der Stimmen zur Ortsteilbürgermeisterin gewählt wurde. Bei der Kommunalwahl 2024 wurde Lutz Schuchert mit 82,6 Prozent der Stimmen zu ihrem Nachfolger bestimmt. Beide gehören dem örtlichen Brandschutzverein an.

## Geografie

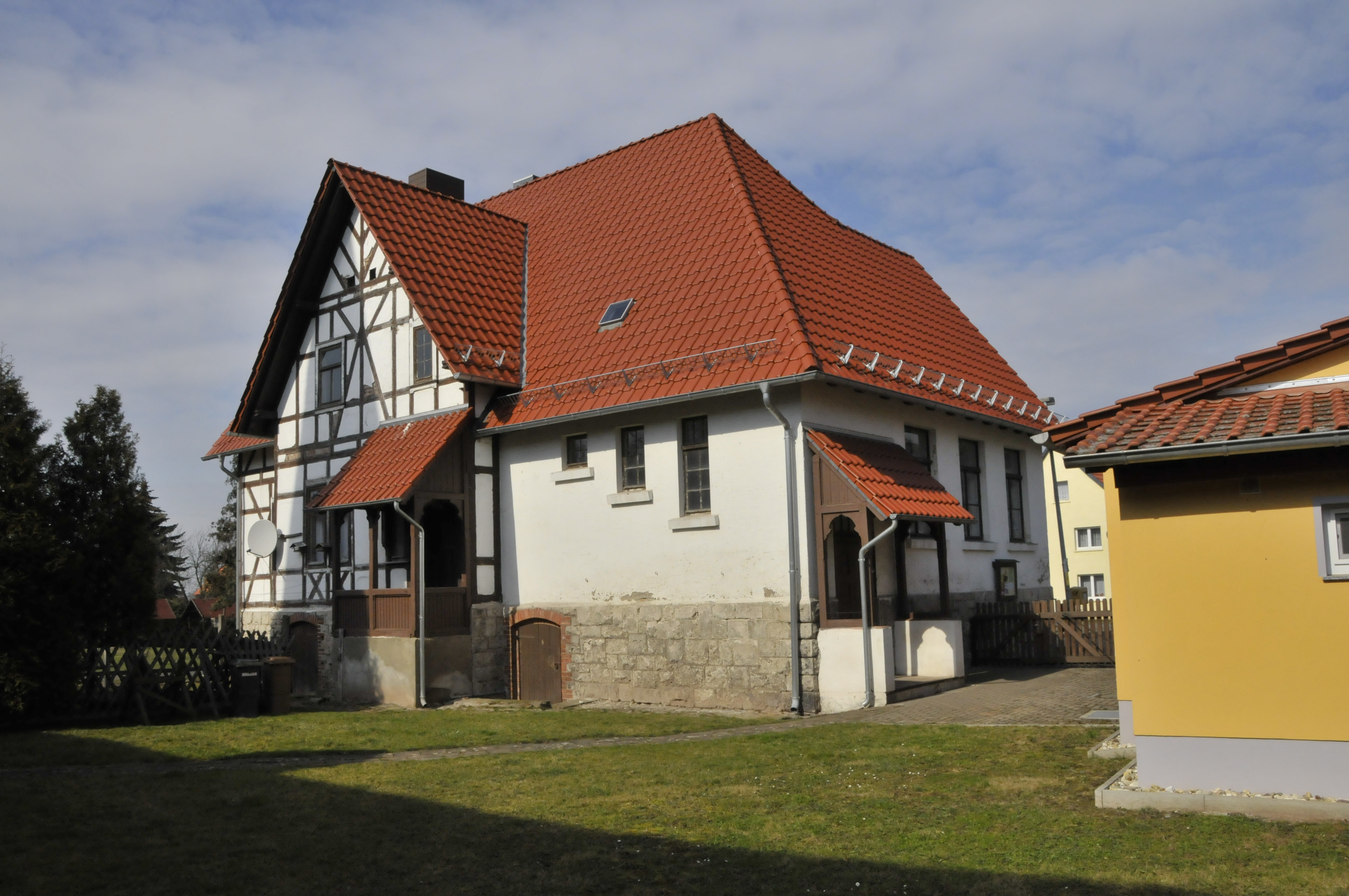
Alte Schule

### Lage und angrenzende Gemeinden
Etzelsrode liegt im nördlichen Teil des Landkreises Nordhausen, in etwa 6,5 km Entfernung zur nördlich verlaufenden ehemaligen innerdeutschen Grenze. Das Dorf wird vom Tal des Rodebachs durchzogen, der sich etwa 1500 m nordöstlich mit dem von Friedrichsthal kommenden Bliedebach vereint, um nach weiteren 1100 m in die Helme zu münden. Das Dorf ist umgeben von den Bergen Martberg (249 m ü. NN) im Norden, Etzelsroder Berg (247 m ü. NN) im Osten, Strutberg (249 m ü. NN) im Süden sowie der Anhöhe in Richtung Friedrichsthal namens Gratzunger Berg und Schweinsberg (etwa 240–250 m ü. NN). Durch den Ort führt die K 7 von Friedrichsthal nach Pützlingen. Etzelsrode wird von landwirtschaftlichen Flächen umgeben.
Angrenzende Gemeinden waren zuletzt Friedrichsthal und Werther.

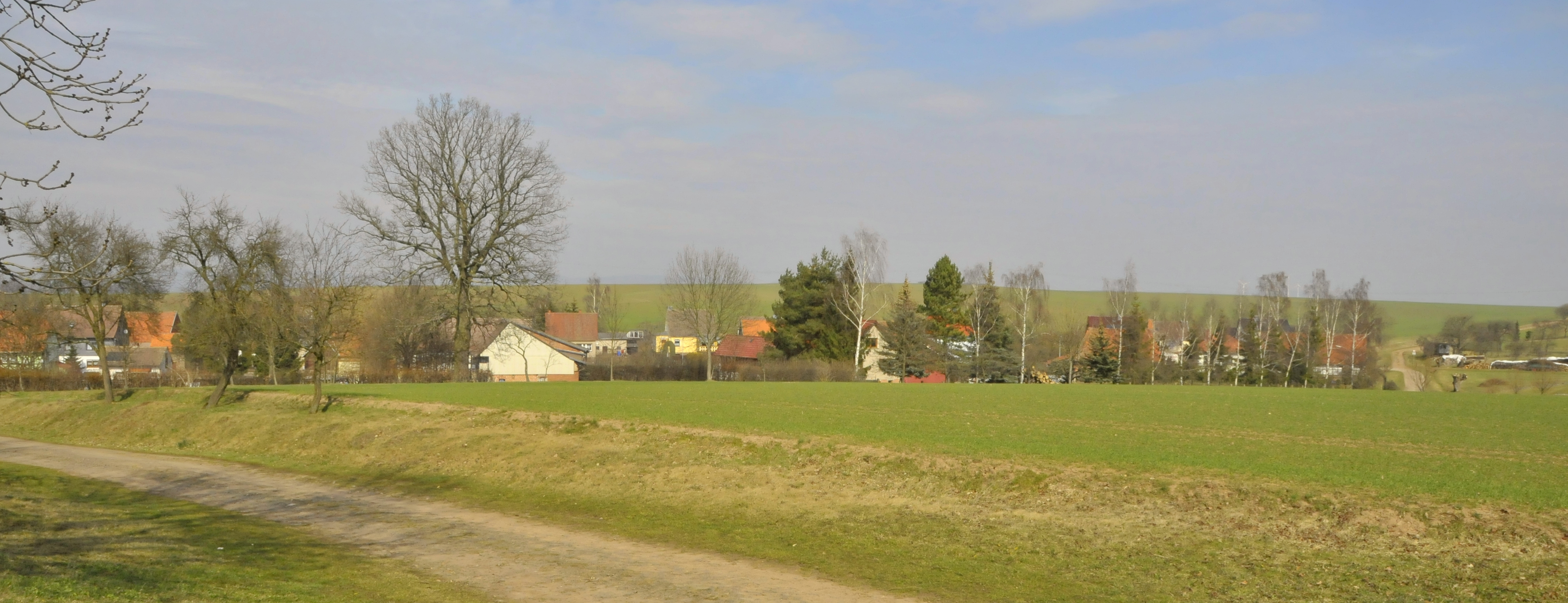
Der Ort von Süden aus Richtung Friedhof

## Geschichte

### Ortsgründung

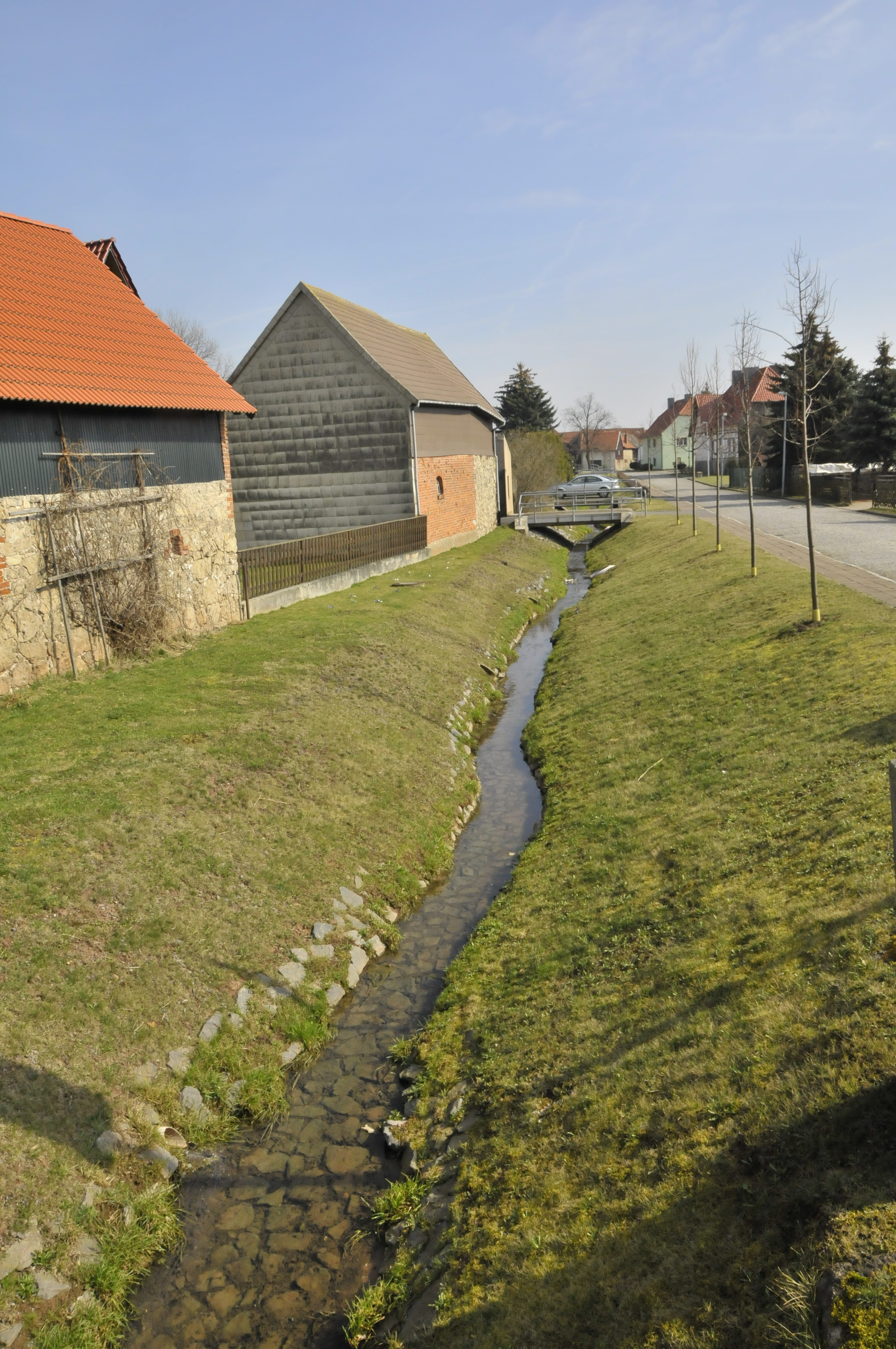
Der Rodebach im Ort

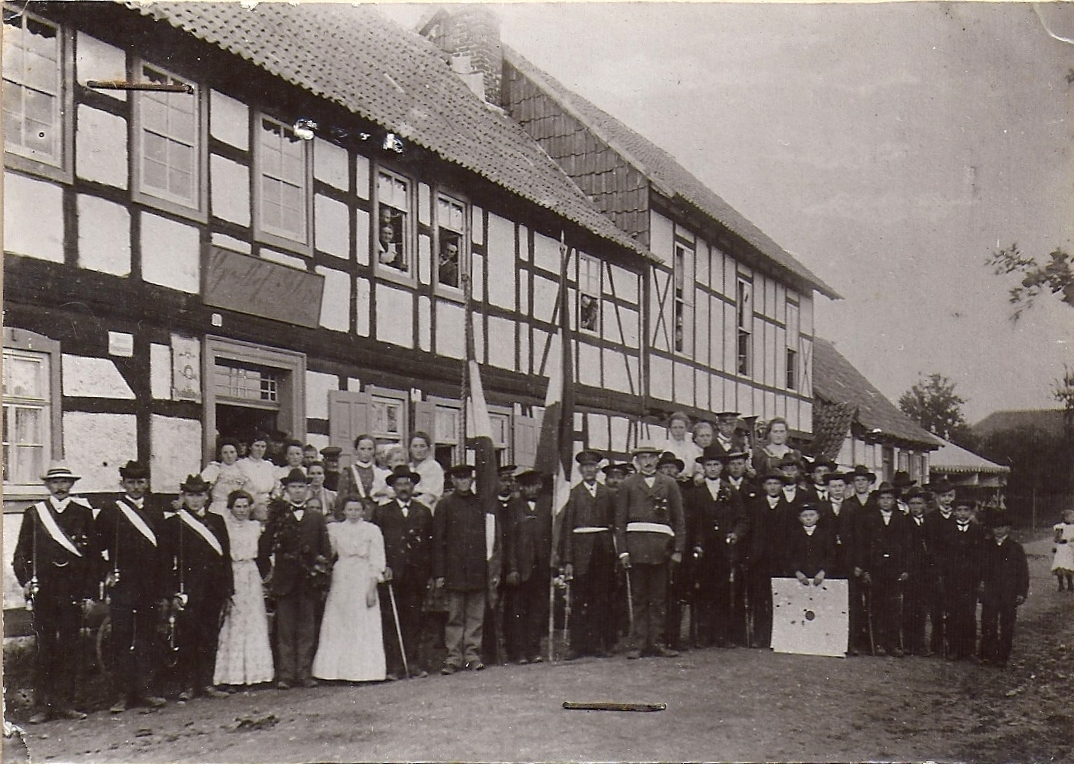
Eine Gesellschaft vor dem Gasthaus 1912

Aus einer Urkunde Kaiser Ottos aus dem Jahre 977 geht hervor, dass der Erzbischof Adalbert von Magdeburg Wälder an der oberen Helme und an der Ichte roden ließ. Dabei könnte Etzelsrode entstanden sein. Vermutlich sind in dieser Zeit auch weitere Dörfer der Gegend gegründet worden, wie z. B. Mackenrode, Günzerode, Limlingerode, Liebenrode, Mauderode und Immenrode. Ein Beleg hierfür fehlt bislang allerdings. (Siehe auch -roda)
Die Ortschaft gehörte von Anfang des 11. Jahrhunderts bis 1256 zur Grafschaft Klettenberg, wurde daraufhin von den neuen Herren, den Grafen von Hohnstein, übernommen. Mit dem Tode Ernsts VII. im Jahre 1593 erlosch das regierende Haus Hohnstein im Harz und Etzelsrode sollte an den Rechtsnachfolger kommen, der jedoch erst „ermittelt“ werden musste. Nach Beendigung des Deutschen Bauernkriegs hielt der Graf von Klettenberg am Schiedunger Teich Gericht: Jeder Aufständische musste 4 Gulden Sühne an die Gerichtskasse in Ellrich zahlen. Es ist jedoch nicht bekannt, ob Etzelsröder Bauern am Bauernaufstand beteiligt waren. Mit dem Erlöschen des Hohnsteinschen Adelsgeschlechts 1593 wurde die Grafschaft aufgeteilt. Das zur Kirchenaufsicht Klettenberg gehörende Etzelsrode fiel an das Kloster Walkenried. 1599 musste auch Etzelsrode einem Aufgebot Folge leisten. Das 6. Clettenberger Fähnlein wurde vom Landsassen Hans Heinrich von Watteroth als Kaptain geführt; zu ihm gehörten auch die Wehrmänner von Etzelsrode. Jedes Haus musste einen wehrfähigen Mann oder Ersatzmann stellen, die Zurückbleibenden hatten die Kosten zu tragen. Der Dorfschultheiß leitete die Dorfmannschaft, der wiederum einen Rottmeister mit der Übungsaufsicht beauftragte. Der Dorfverband setzte sich zusammen aus Schützen, Musketieren, Hellebardenträgern oder Spießern. Außerdem verwandte man als Waffen Gabeln, Bindeäxte, Morgensterne, Armbrüste und Seitengewehre. Die Etzelsröder Mannschaft setzte sich wie folgt zusammen:
- Schultheiß: Caspar Ludwig
- Rottmeister: Daniel Merx und Balthasar Müller
- Schützen: Hans Kallmeyer, Heinrich Ostermann, Ludwig Wenkel, Hans Merx, Hans Baumgarten, Valentin Wenkel, Peter Ostermann, Andreas Rudolff, C. Höfer, Caspar Onekam, Caspar Wenkel und Jürg Steinkam
- Hellebarden: Hans, Dietrich und Heinrich Wenkel sowie Hans Sievert.

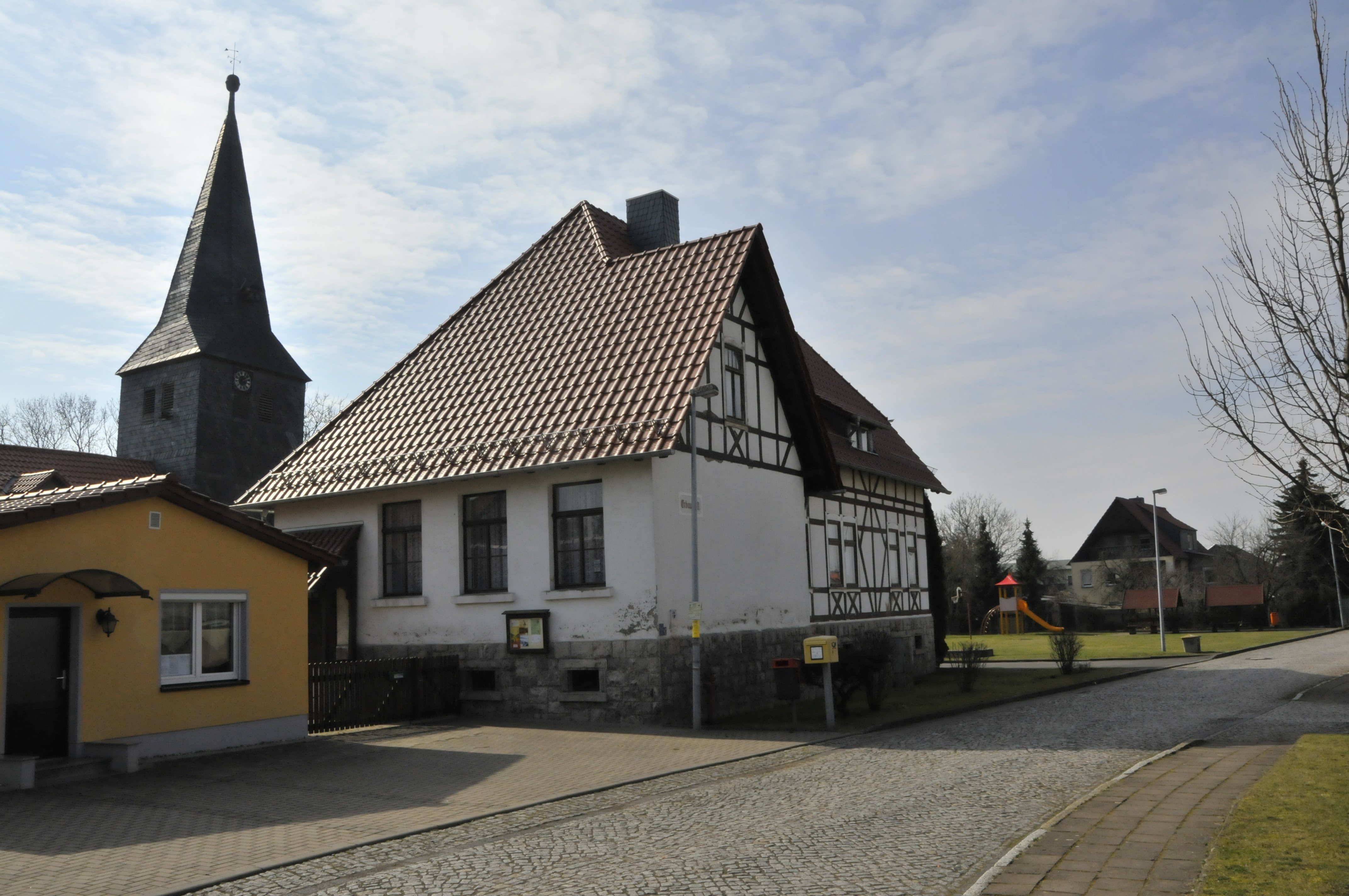
Kirche mit ehem. Schule und Gemeindehaus

Die Wenkel-Familie gab dem 245,7 m hohen Wenke(l)berg im Süden der Ortslage seinen Namen.

Zu Beginn des Dreißigjährigen Krieges blieb das Dorf weitgehend verschont: Es lag abseits der Heerstraßen und hatte weder Rittersitz, Kloster noch Gut, die Tribut versprochen hätten. 1624 hatte das Dorf 20 Gehöfte, die in einer Liste nun erstmals auch mit Hausnummer aufgeführt wurden, wobei fünf Grundstücke als Hintersiedler-Grundstücke und eines als Halbspänner benannt werden. Das anfängliche Glück blieb dem Dorf nicht hold: 1647 war es zu zwei Dritteln verwüstet, wobei sich ein ehemaliger, ortskundiger Knecht bei den Plünderungen besonders „bewährte“. Eine Urkunde im Staatsarchiv Magdeburg weist nur noch fünf voll bewirtschaftete Güter auf (Heinrich Meyer, Paul Eisfeld, Andreas Siefert, Heinrich Gödecke und Jochen Müller), acht Güter sind überwiegend wüst. Es gab nur noch 6 Pferde, 15 Kühe, 10 Rinder, 22 Schweine, 107 Schafe und 4 Ziegen. Der Westfälische Friede bewirkte, dass Etzelsrode nunmehr brandenburgisch-preußisches Gebiet wurde. 1681 wurde das Dorf von der Pest heimgesucht, 1692 gab es eine große Überschwemmung. 1696 bewirkte ein Erlass der Regierung in Ellrich, dass Jungvermählte zwölf Bäume setzen mussten. So wurden viele Gärten und auch der Schänkeberg mit Bäumen bepflanzt. Die Dorfchronik erwähnt für die Zeit von 1700 bis 1938 einige Ereignisse, die aus heutiger Sicht unbedeutend und vielleicht nur für den Heimatforscher von Interesse sind. Im Winter 1938/39 endet die Chronik.

### Herkunft des Namens
Der Name lässt vermuten, dass jemand namens Etzel (Attila?) hier ein Stück Wald gerodet hat, um das Dorf zu gründen. Vielleicht lässt sich auch die Deutung des Flurnamens Etzelsbach des Ortes Etzelsbach, der als Ableitung von der althochdeutschen Bezeichnung für Elster – agaza bestimmt werden konnte, auf Etzelsrode anwenden. Es ist auch nicht ausgeschlossen, dass der Ort ursprünglich Etzenrode genannt wurde, denn nach Aufzeichnungen des Nordhäuser Heimatforschers Hans Silberborth verschenkte im Jahre 1104 Erzbischof Ruthard einen neuerbauten Altar mit 5 Hufen Land zu Etzenrode.

### Frühere Besiedlung
Ursprünglich erfolgte die Dorfbesiedlung entlang des Rodebachs, der früher zusammen mit den zahlreichen Quellen im Einzugsgebiet des Baches noch erheblich mehr Wasser führte als heute, da die Anhöhen Gratzunger und Etzelsröder Berg sowie Strutberg noch mit Busch und Wald bewachsen waren.
Es kam gelegentlich zu Hochwassern, sodass die Fluten über die nur wenig über Bachniveau liegende „Dorfstraße“ und durch die Gärten und wohl auch in die Häuser drangen, insbesondere im tiefer liegenden, westlichen Dorfteil. Heute liegt die Bebauung höher, da man früher nicht ausschachtete, sondern auf das eingeebnete (Trümmer-)Grundstück eines Vorgängerbaues den Neubau errichtete. So wurde beispielsweise beim Ausschachten einer Güllegrube im Jahre 1936 auf dem „Hof Nr. 5“ in 1 m Tiefe ein gepflasterter Weg gefunden, der im Garten lag. Eine Dorfstraße im heutigen Sinn gab es nicht. Vom Westende aus führte entlang der rechten Häuserreihe ein Damm bis zum Pfarrhaus, der bis dahin gangbar war. Sodann musste der Rodebach in einer breiten Furt durchquert werden (heute ist dort eine breite Brücke). In Richtung östlicher Ortsausgang verengte sich der Weg derart, dass gerade ein Wagen hindurchpasste. Mehrfach wurde die Straße verbreitert (etwa 1830, 1865 und 1884), um den Verkehrsansprüchen gerecht zu werden. Die Häuser jenseits des Damms waren ebenfalls durch Furten erreichbar. Erst später, bis 1909 errichtete man Holz-, später Betonbrück(ch)en.
Jedes Gehöft besaß hinter dem Anwesen ein zugehöriges Stück Land, das etwa der Grundstücksbreite entsprach. Wald und Teile der Weide wurden gemeinschaftlich genutzt, ein Teil der Wiesen war Eigentum der herrschaftlichen Besitzer. Die Bauern durften jedoch nach der Ernte des Heus, also etwa nach dem Michaelistag Ende September, ihr Vieh gemeinsam auf diese Wiesen treiben. Auch die Wirtschaftshöfe von Burg Klettenberg, Gut Schiedungen und Gut Bliedungen hatten das Recht, ihre Schafe zu bestimmten Zeiten hier und auch auf den Wiesen der Besitzer zu hüten. Bis Pfingsten schonte man die Wiesen im Unkental, bis zum Jakobitag (25. Juli) durften sie nur von den 14 Ackerbesitzern und dem Pastor, später bis zum Herbst von allen Hüteberechtigten genutzt werden, auch von denen aus Bliedungen und Schiedungen. Das wurde in den Verträgen zu Dienst und Zins geregelt.
Die Ortschaft mit den ersten 15 Gehöften war von einem Weg umgeben, der weitestgehend noch heute den gleichen Verlauf aufweist. Die im Westen tangierende K 7 war auch damals schon der westliche Teil. Ein Feldweg zweigt im Nordwesten des Dorfes von der K 7 ab und verläuft hinter den Gärten in einem Bogen nach Osten, wo er kurz vor dem Ende der heutigen Dorfstraße auf diese trifft (früher kreuzte). Dann über- oder durchquerte er den Bach hinter dem Anwesen, das der heutigen Einmündung des Weges in die Dorfstraße gegenüberliegt. Hiernach führte er weiter auf den heute im Süden verlaufenden Feldweg bis etwa 100 m vor der heutigen Einmündung in die K 7. Schließlich machte er einen Knick nach Nordwesten und bildete nach etwa 180 m den westlichen Dorfrand (heutige K 7), um nach rund 200 m wieder zum Ausgangspunkt zurückzukehren. Man kann also noch heute diesen Weg fast vollständig  beschreiten.
Bereits um 1581 ist eine Schänke für das Dorf beurkundet. Sie befand sich am Anger, dem dreieckigen Platz, der mit Birnbäumen bestanden war. Heute ist dieses Areal an der Südwestecke des Dorfes bebaut. Schänken errichtete man früher außerhalb der Dorflage an einem Durchgangsweg, damit das fahrende Volk nicht zu weit ins Dorf kam. Zur Schänke gehörte meistens eine Schmiede. So konnte der Gastwirt als Schmied zusätzlich an Pferden und Wagen der durchziehenden Gäste verdienen. Die Werkzeug- und Waffenherstellung gehörte zum Beruf. Zudem waren die Schmiede naturbedingt starke Männer, die für Ordnung im Herbergsbetrieb sorgen und auch ehrsamen Gästen Schutz bieten konnten. Nach 1750 baute der Gastwirt, Huf- und Waffenschmiedemeister Johann Elias Buchmann eine Schänke als Fachwerkbau „Zum Stern“, die im oberen Stockwerk sogar einen Saal besaß. Bereits vier Jahre später starb Buchmann im Alter von 52 Jahren und hinterließ neben anderem eine Darlehensschuld von 100 Talern, die er zum Bau des Hauses aufgenommen hatte und die jetzt die Gemeinde zurückzahlte. Die Gemeinde übernahm nun das Grundstück und verpachtete fortan die Schänke. Auch der nächste Pächter starb schon nach vier Jahren 1759 im Alter von 39 Jahren. Nach dem Siebenjährigen Krieg musste die Gemeinde zur Abgeltung ihrer Schulden die Schänke verkaufen. Am 1. Juli 1939 wurde die Konzession für das über 200 Jahre lang betriebene Gasthaus zurückgegeben.

### Heutige Besiedlung
Heute ist das Dorf als Straßendorf anzusehen, das jedoch einige „Baulücken“ entlang der Straße aufweist. Die nördlich des Baches liegenden Grundstücke sind über kleine, aber befahrbare Brücken zugänglich, zudem können die Grundstücke „von hinten“ über den beschriebenen Weg erreicht werden. Die erste dieser Brücken wurde 1799 gebaut. Die augenscheinlich größte Baulücke ist der heutige Spiel-/Sportplatz neben dem 1911 neu errichteten Schulhaus und der Kirche.

### Wege und Fluren – einst und jetzt
Neben der bereits beschriebenen „Ortsumgehung“ sind weitere Wege zu erwähnen, die bereits in historischer Zeit bestanden:
- Kehmstedter Weg: Er verläuft heute von der Südwestecke der Ortschaft in weitestgehend gerader Richtung in den 3.500 m entfernten Nachbarort Kehmstedt. Dabei führt er östlich des Gratzunger Bergs vorbei, kommt in die Nähe der Rodebachquelle, lässt den Ziegenberg (dort wurden früher die Ziegen gehütet) im Westen liegen und erreicht das Silbertal (früher Silberbirkental, die Birken wurden 1621 gefällt, um Ackerland zu gewinnen). Sodann führt er am Hühnerberg (im Osten) vorbei und überquert die Spitze des Kirchbergs etwa 500 m vor Erreichen des Ziels, wobei die letzten Meter steil bergab führen, direkt auf die Kirche zu. Früher lag der Weg etwa 50 m östlich und führte durch die Rodebach-Schlucht.
- Haferunger Weg: Er verläuft heute von der Südostecke der Ortschaft in östlicher Richtung in den 3.250 m entfernten Nachbarort Haferungen. Dabei steigt er an der Südflanke des Bastholzes auf dem Martberg (früher Marktberg) leicht bergan, macht am Etzelsroder Berg einen Knick nach Süden und an der Immenroder Trift einen Knick nach Osten und erreicht die Haferunger Flur.
- Vom Ostausgang des Dorfes bis zum Bastholz führte am Asgraben (früher Ostgraben) vorbei (bis hierher identisch mit dem Haferunger Weg) ein Fußweg bis zum Haferunger Stein, einem Steinkreuz in der Nähe der Gemarkungsgrenze zu Haferungen. Einst war der Wegrand von dichten Haselnusssträuchern gesäumt. Von hier führt der Weg in fast gerader Richtung weiter nach Osten und erreicht am Friedhof den Nachbarort Haferungen.
- Gratzunger Weg: Er bildet heute die K 7 nach Friedrichsthal-Gratzungen.
- Der Pützlinger Weg: Der Weg nach Pützlingen lag früher etwas westlich der heutigen K 7 und bildete die nach Norden führende Verlängerung des Kehmstedter Wegs.
- Früher verlief vom Westausgang des Dorfes ein Fußweg quer durch das Feld auf den Gratzunger Weg zu.

### Alte Flurnamen
Strutberg, Ziegenberg, Krumme Äcker, Sautal, Wachtberg, Bruch, Schaufel, Marktberg, Haselgarten, Söttlingswiese, Gemeindegarten, Lehmkuhle, hinter dem Haselhof, Breitel, Pützlinger Rodelandsberg → Rolandsberg, Bastholz

## Kultur und Sehenswürdigkeiten

### Dorfkirche

#### Bau und Geschichte

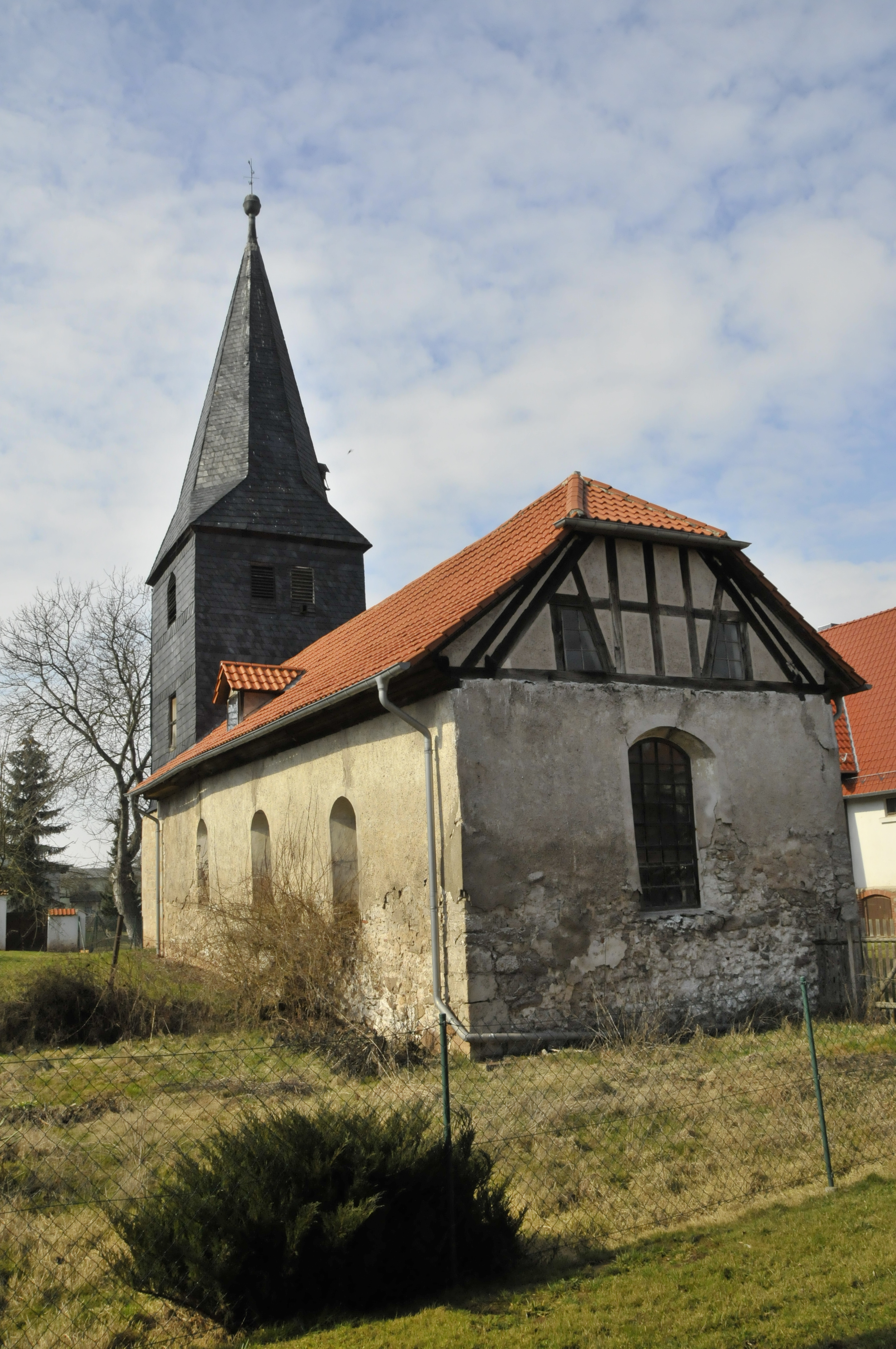
Dorfkirche

Die evangelische Kirche St. Trinitatis (Dreieinigkeitskirche bei Jödecke, S. 75) wurde während der Amtszeit des Pfarrers Mag. Johann Andreas Weber im Jahre 1718 aus starkem Kalksteinmauerwerk gebaut. Sie wurde anstelle einer im Dreißigjährigen Krieg beschädigten und baufälligen Vorgängerin errichtet, die vermutlich nach 1664 abgerissen wurde. Das Kirchenschiff ist auf der Nord- und Südseite jeweils mit drei einfachen Rundbogenfenstern, auf der Ostseite mit einem versehen. An der Nordseite befindet sich die verhältnismäßig niedrige, schön gestaltete, hölzerne Eingangstür. Auch der Turmeingang liegt an der Nordseite. Der etwa 30 m hohe Kirchturm wurde 1876 an der Westseite des Langhauses errichtet, nachdem der „kleine Turm“ für Geläut und Uhrwerk zu niedrig und zu eng geworden war. Der spitze Turm ist ab dem ersten Geschoss rundum schieferbekleidet und -eingedeckt. Die Spitze trägt eine Turmkugel (vermutlich um 1876) und eine eiserne Wetterfahne. Die Kirchturmuhr ist an der Nordseite zu finden. Im ersten Turmgeschoss befindet sich an der Südseite ein Fenster. Die Glocke läutet im Geschoss darüber. Ihr Klang geht durch Schallöffnungen in alle Himmelsrichtungen. Das Erdgeschoss des Turms dient als Lagerraum, in dem beispielsweise zwei alte Sargböcke abgestellt sind. Das Kirchenschiff trägt ein Satteldach mit roten Ziegeln und ist an der Ostseite als Krüppelwalmdach über einem Trapezgiebel ausgeprägt. Zu beiden Seiten des Daches wurde je eine Giebelgaube mit überstehendem Dach eingebaut.
Das Kirchenschiff wird im Inneren von einer Empore umspannt. Auf deren Längsseiten (nördlich und südlich) befanden sich einst die Männerstühle, während unten die Frauen saßen. Nach alter Sitte hatte jedes Grundstück des Dorfes Anrecht auf einen Kirchenstuhl. Auf dem schmalen Westteil ist die Orgel untergebracht, gegenüber auf der Ostseite Altar und Kanzel.

#### Die Orgel von Gottlieb Knauf
Aufgrund eines Schildes mit der Aufschrift „Rudolf Böhm, Orgelbauanstalt“ wurde lange Zeit davon ausgegangen, dass es sich hierbei um den Erbauer der Orgel handelt. Richtig ist, dass die Kirchengemeinde einen Orgelpflegevertrag mit Böhm in Gotha abgeschlossen hatte. Als Erbauer kommt die Firma nicht in Betracht, denn sie trat erst ab 1888 in Erscheinung. Tatsächlich wurde die heute nicht mehr spielbare Orgel im Jahr 1843 von  Gottlieb Knauf, der einer bedeutenden thüringischen Orgelbauerdynastie angehörte und 1838 seine Werkstatt in Bleicherode in der heutigen Löwentorstraße 14 gründete, errichtet.
Der Bau der Orgel fällt in die Amtszeit des Lehrers und Kantors Karl Kößler, der dieses Amt laut Schulchronik von 1819 bis 1861 innehatte. Da er nicht nur als engagierter Lehrer bekannt war, sondern ihm darüber hinaus der Ruf eines leidenschaftlichen Organisten und beliebten Chorleiters nacheilte, liegt die Vermutung nahe, dass bereits vor 1843 ein Vorgängerinstrument der heutigen Orgel zur Verfügung gestanden haben muss. Welch große Bedeutung Kößler dem neuen Instrument beimaß, davon zeugt der von ihm im Inneren des Gehäuses hinterlassene Schriftzug. Über den genauen Zeitpunkt der Fertigstellung geben die historischen Aufzeichnungen keinerlei Auskunft, ebenso wenig darüber, wann und in welchem Rahmen die Orgelweihe stattfand.
Bei dem für den gottesdienstlichen Gebrauch konzipierten Instrument handelt es sich um eine mechanische Schleifladenorgel, eine Bauweise, die sich bereits während der Barockzeit etabliert hatte. Sie verfügt über ein Manual, Umfang C – c''' und Pedal, Umfang C – c'. Manual- und Pedallade sind aus Eiche gefertigt, ebenso die Schleifen und die Ventile. Die mechanischen Teile bestehen überwiegend aus Fichtenholz. Den Registerzügen sind schwarze Holzknöpfe aufgesetzt, die weiße Porzellanschilder mit der jeweiligen Registerbezeichnung tragen. Die Winderzeugung erfolgt durch einen Zwei-Falten-Magazinbalg, der wiederum mithilfe eines handbetriebenen Schöpfbalges versorgt wird.

##### Disposition
| Manual                                                                        | Pedal                    | Nebenzüge   |
| ----------------------------------------------------------------------------- | ------------------------ | ----------- |
| Principal 4‘ (C-b‘‘ im Prospekt, Kerne gestochen, aus Zinkblech)              | Violonbass 8‘ (aus Holz) | Pedalkoppel |
| Gedackt 8‘ (aus Holz)                                                         | Subbass 16‘ (aus Holz)   |             |
| Gedackt 4‘ (aus Holz)                                                         |                          |             |
| Mixtur 3-fach / 1‘ (aus Zinn)                                                 |                          |             |
| Flöte traversa 8‘ (C – H gedeckt, hohe Oktave z. T. konisch gebaut, aus Holz) |                          |             |
| Hohlflöte 8‘ (C – H gedeckt, aus Holz)                                        |                          |             |
| Octave 2‘ (aus Zinn)                                                          |                          |             |

Die Aufstellung der Pedalpfeifen ist chromatisch. Die Manuallade folgt mit C- und Cis-Seite dem diatonischen Prinzip. Dies spiegelt sich im Orgelprospekt, der bis auf die zwei höchsten Pfeifen, die direkt auf der Lade stehen, den gesamten Principal 4' trägt, wider. Generell haben sämtliche Register eine eher schlanke Mensur. Entsprechend hell war der Gesamtklang. Zwei prinzipiell offene Manualregister, Hohlflöte und Flöte traversa, mussten zudem in der ersten Oktave gedeckt gebaut werden, da es nach der Höhe hin keinen Platz für ein ausgebautes 8'-Register gibt. Erst ab der zweiten Oktave sind die Pfeifen offen gefertigt. Durch geschickte Intonation war es jedoch möglich, einen allzu großen Bruch im Klang zu vermeiden. Die geringe Aufschnitthöhe der Pfeifen lässt darauf schließen, dass die Orgel mit einem relativ geringen Winddruck von etwa 50 – 60 mm WS arbeiten konnte, was der Größe des Kirchenraumes angemessen wäre. Allerdings hat sich die Akustik in der Kirche durch die Neuverkleidung des Gewölbes mit Spanplatten signifikant verschlechtert. Möglicherweise müsste daher die Intonation an die neuen Verhältnisse angepasst werden, was sich aber aufgrund der Unspielbarkeit nicht feststellen lässt. Der flache, klassizistische Prospekt ist einfach gestaltet und erinnert an einen griechischen Tempel. Es gibt nur wenige Verzierungen, so die zwei Schlangen und das zentrale Blütenornament im Giebelfeld sowie die Rautenmotive auf den herausnehmbaren Windladenverblendungen. Beides lässt sich als Symbol für Unendlichkeit oder, wenn man so will, für Unsterblichkeit deuten. Die drei Pfeifenfelder sind mit schlichten, wellenförmig gestalteten Schleierbrettern verblendet.
Im Jahr 2018 wurde die Knauf-Orgel in Etzelsrode 175 Jahre alt. Trotz der für das Instrument widerlichen Standbedingungen über Jahrzehnte hinweg ist noch sehr viel an brauchbarer, elementarer Substanz erhalten geblieben. Allein das rechtfertigt eine Restaurierung oder zumindest denkmalgerechte Reparatur.

Ansichten vom aktuellen Zustand der Knauf-Orgel
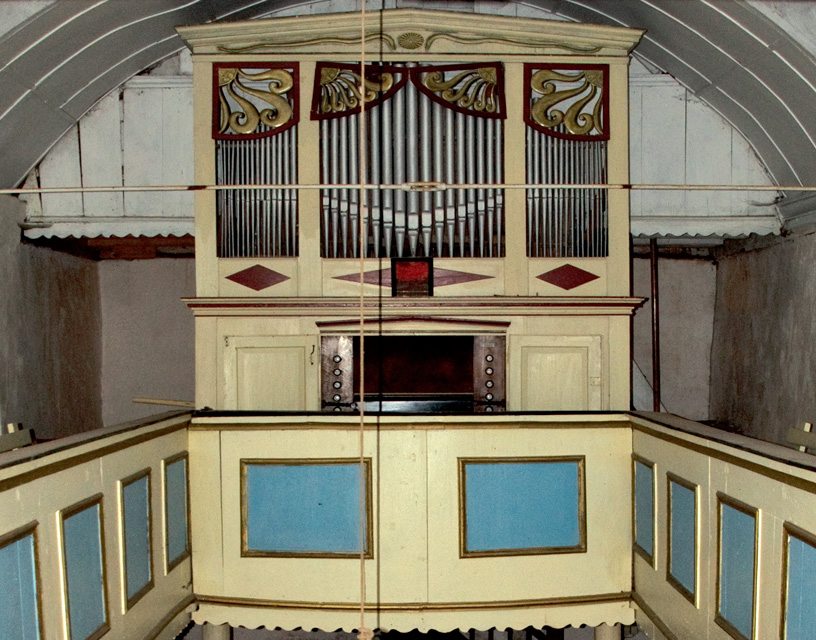
Orgelprospekt
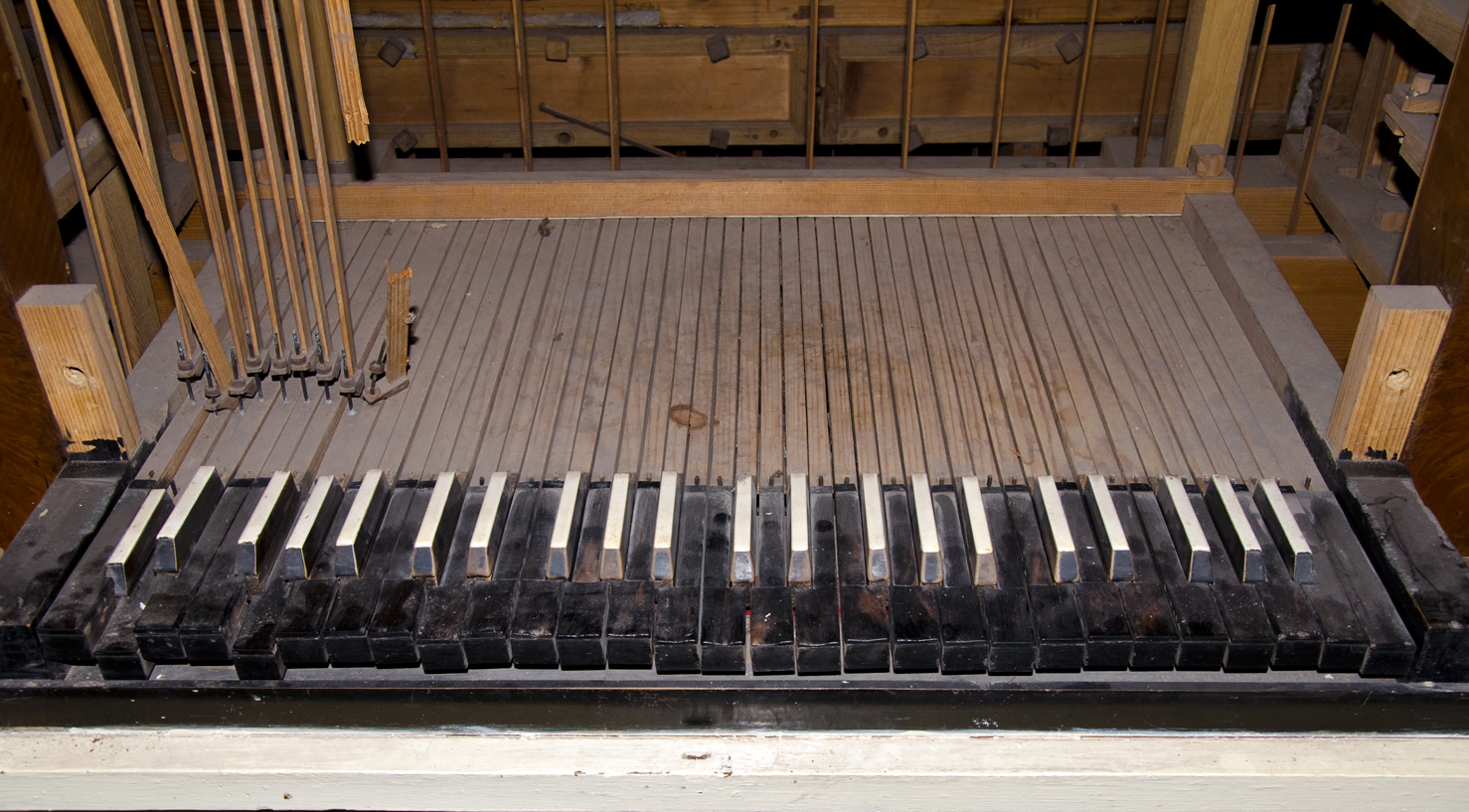
Manual
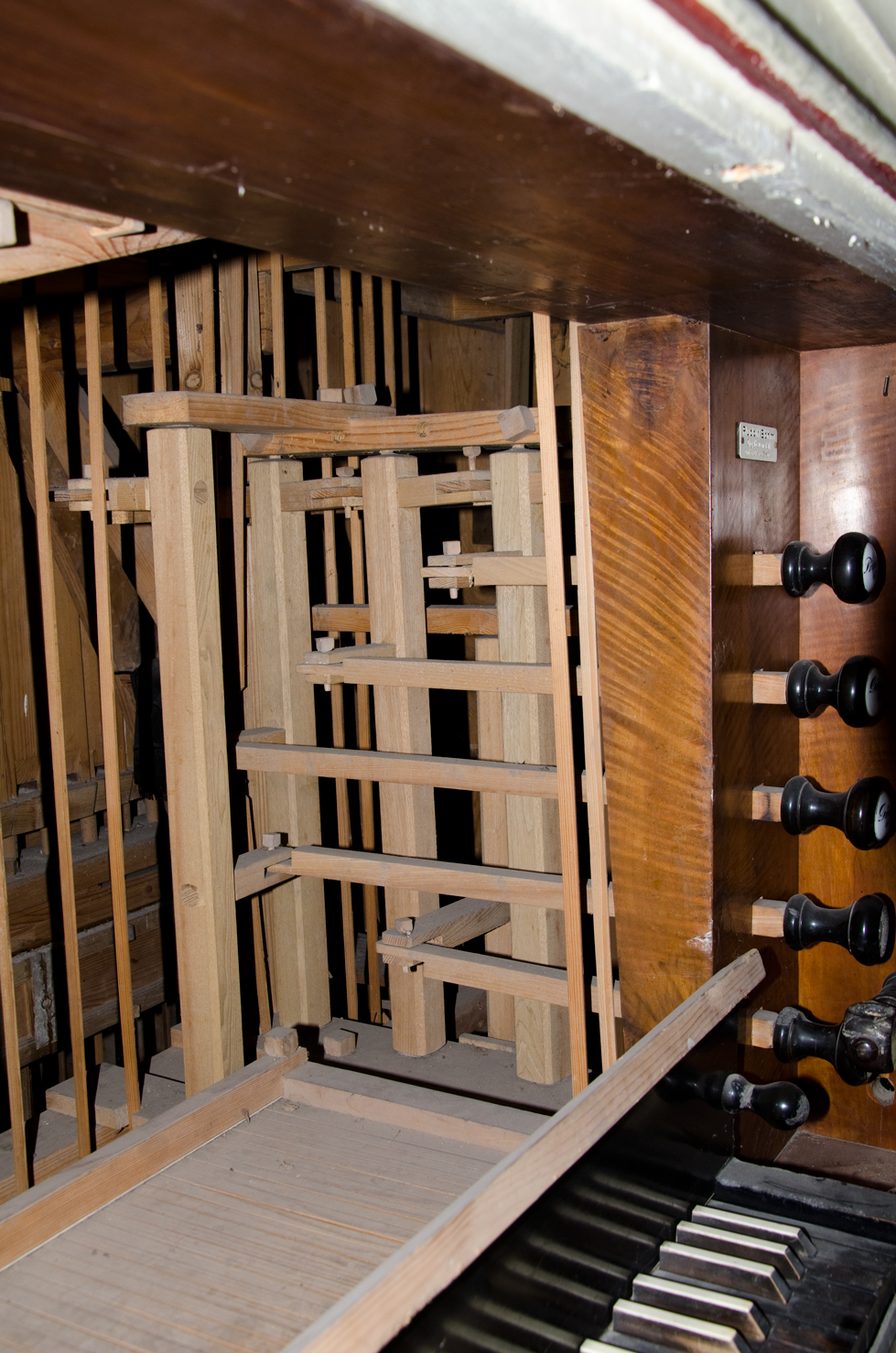
Registermechanik
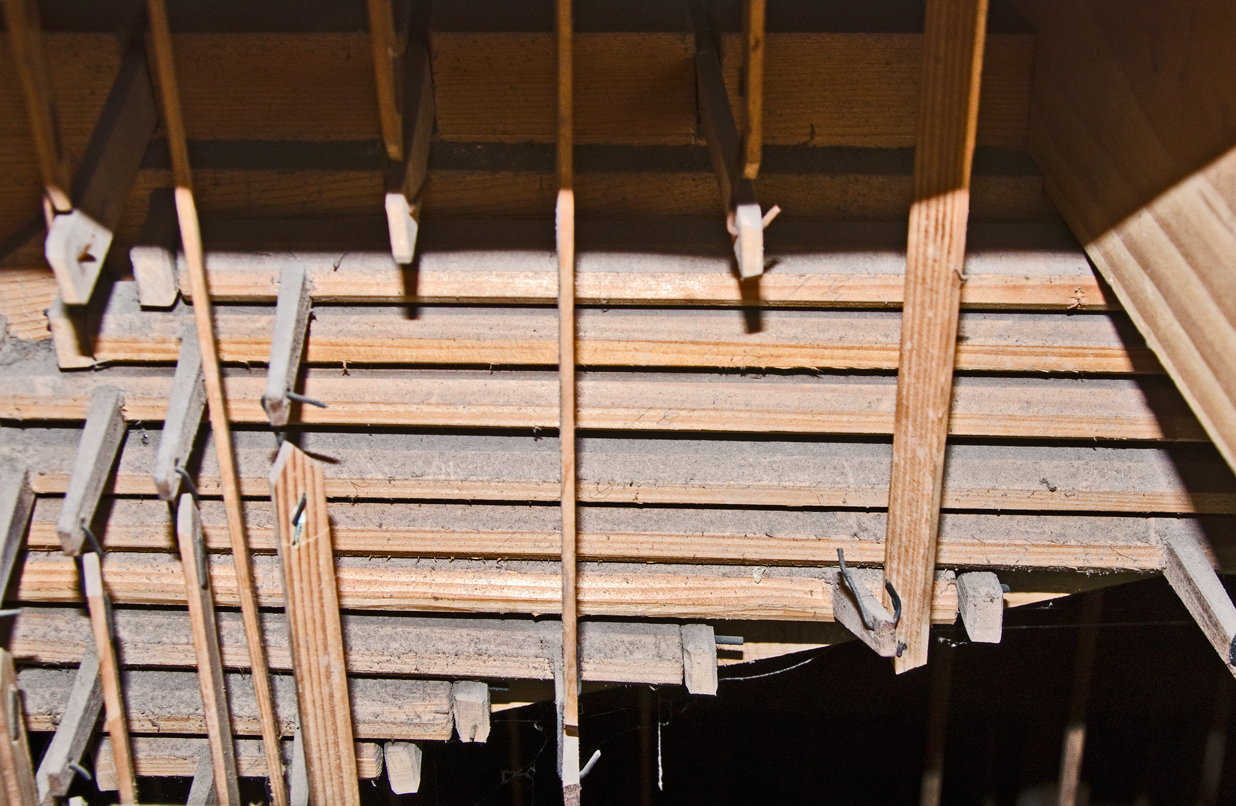
Wellenbrett
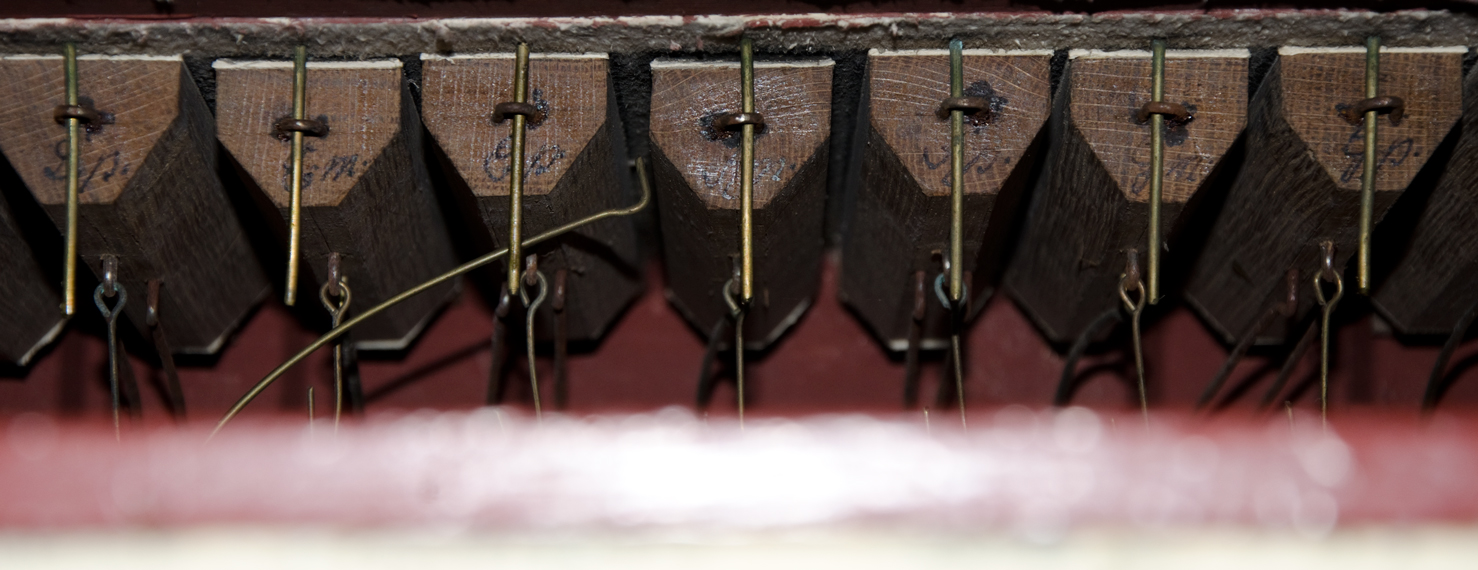
Ventilkasten
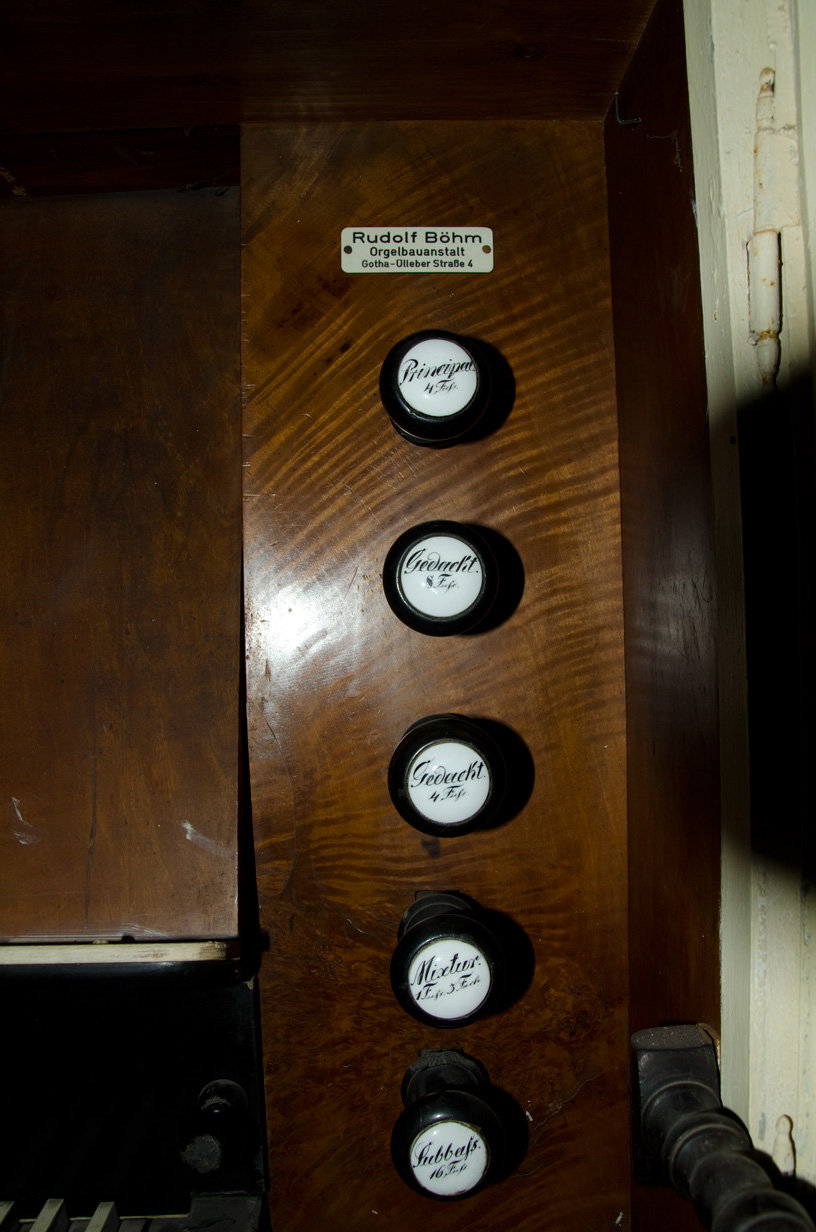
Register, rechte Seite
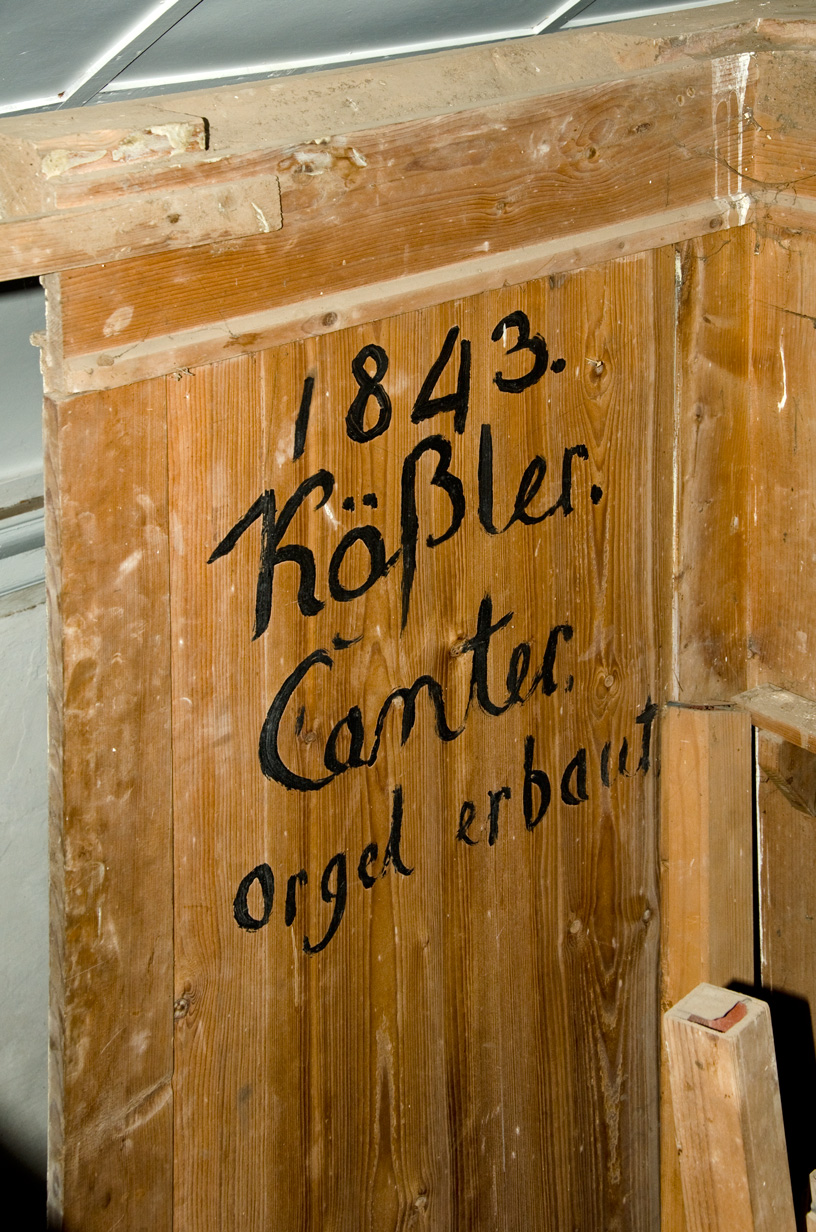
Schriftzug von Kößler
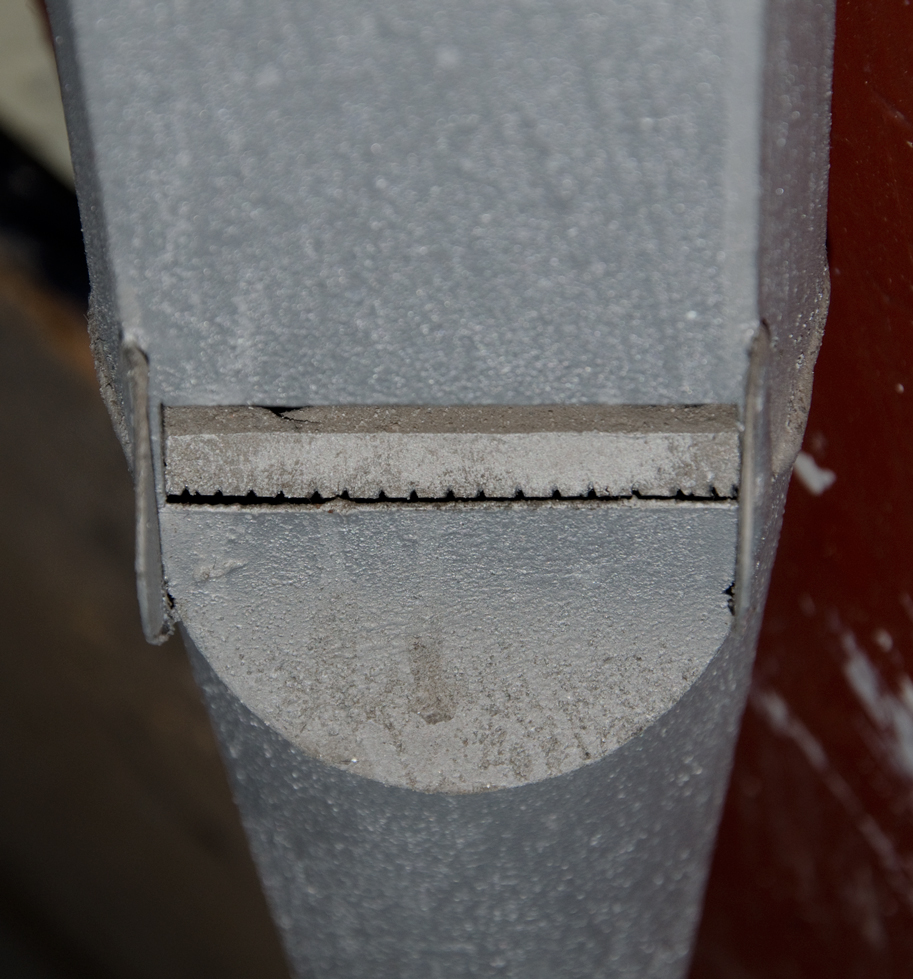
Principal 4' mit Kernstichen
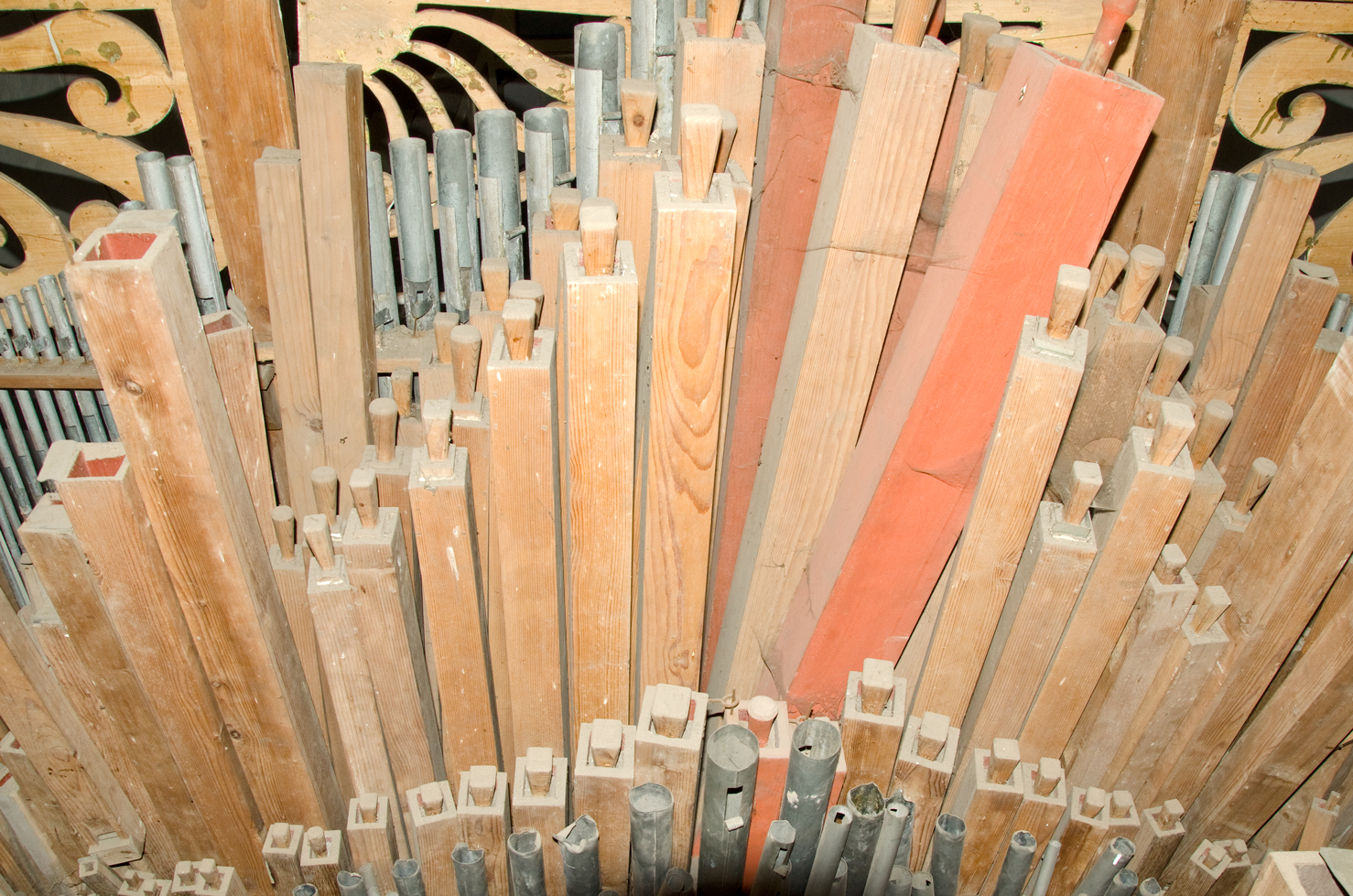
Pfeifenwerk

#### Glocken der Dreieinigkeitskirche
Der Schrift Beschreibende Darstellung der älteren Bau- und Kunstdenkmäler des Kreises Grafschaft Hohenstein zufolge ist der Guss der ersten Etzelsröder Glocke auf das angehende 14. Jahrhundert zu datieren. Die Inschrift lautete: „SANTA MARIA. SANTE NICOLA. SANTE PETRE. SANTE PAULE. SANTE IHOHANNE.“, wobei man die implizite Bitte „ORATE PRO NOBIS – Betet für uns“ hinzufügen muss. Wann die zweite Glocke mit der Inschrift „O REX GLORIE XPE VENI CUM PACE“ hinzukam, darüber gibt die Schrift keine Auskunft.
Aufgrund des unharmonisch klingenden Geläuts sowie einer seitenverkehrt und nur oberflächlich eingeritzten Inschrift erwarb die Dreieinigkeitsgemeinde im Jahre 1897 zwei neue Glocken aus der damals schon weltbekannten Glockengießerei in Apolda. Die alten Glocken konnten dabei in Zahlung gegeben werden. Ob deren Material für die neuen Glocken wiederverwendet wurde, ist nicht bekannt. Das Glockenfest fand im Herbst 1897 statt. Für die neuen Glocken, 340 kg und 166 kg schwer, mussten 1012 Mark aufgebracht werden. Eine der Inschriften lautete: „Selig sind, die Gottes Wort hören und bewahren.“
Beide Glocken waren zunächst mit dem Schlagwerk der Turmuhr verbunden. 1905 wurden außen an der Nordseite des Turms unter einer kleinen Gaube zwei separate Schlagglocken, gefertigt von einer Bleicheröder Werkstatt, oberhalb des Ziffernblattes angebracht. Die Gemeinde investierte hierfür 537 Mark.
Die Glocken des 1897 installierten Geläuts fielen den beiden Weltkriegen zum Opfer: Die kleinere Glocke musste im Ersten Weltkrieg dem Kaiserreich als Schmelzmetall zur Verfügung gestellt werden. Am 22. Februar 1942 forderte der Zweite Weltkrieg die große Glocke, um daraus Waffen und Munition herzustellen. Bereits zwei Jahre zuvor, am 6. April 1940, mussten anlässlich einer Metallsammlung für Kriegszwecke die Abendmahlsutensilien sowie der Leuchter abgegeben werden.
Die heute läutende Glocke stammt aus dem Jahre 1931. Sie ist den Etzelsröder Gefallenen des Ersten Weltkrieges gewidmet und trägt als Inschrift deren Namen. Die Glockenweihe fand am 20. Dezember 1931 (4. Advent) statt. Bereits am 1. Kirmestag 1931 wurde vom damaligen Kantor Erdmann und dem amtierenden Pastor Matthias hierfür eine Sammlung organisiert, die schließlich 366 Reichsmark einbrachte.
Auch bei dieser Glocke muss es bei den Gussvorbereitungen zu einem Fehler gekommen sein. Die Jahreszahl 1931 wurde falsch eingelegt, nämlich 1913. Nach der Fertigstellung wurde versucht, durch Ausschleifen den Fehler zu korrigieren. Noch heute kann man den Umriss der falsch platzierten 1 sowie die unpassende Laufweite der Schriftzeichen erkennen.
Für die im Zweiten Weltkrieg verlorengegangene große Glocke gibt es bis in die Gegenwart keinen Ersatz.

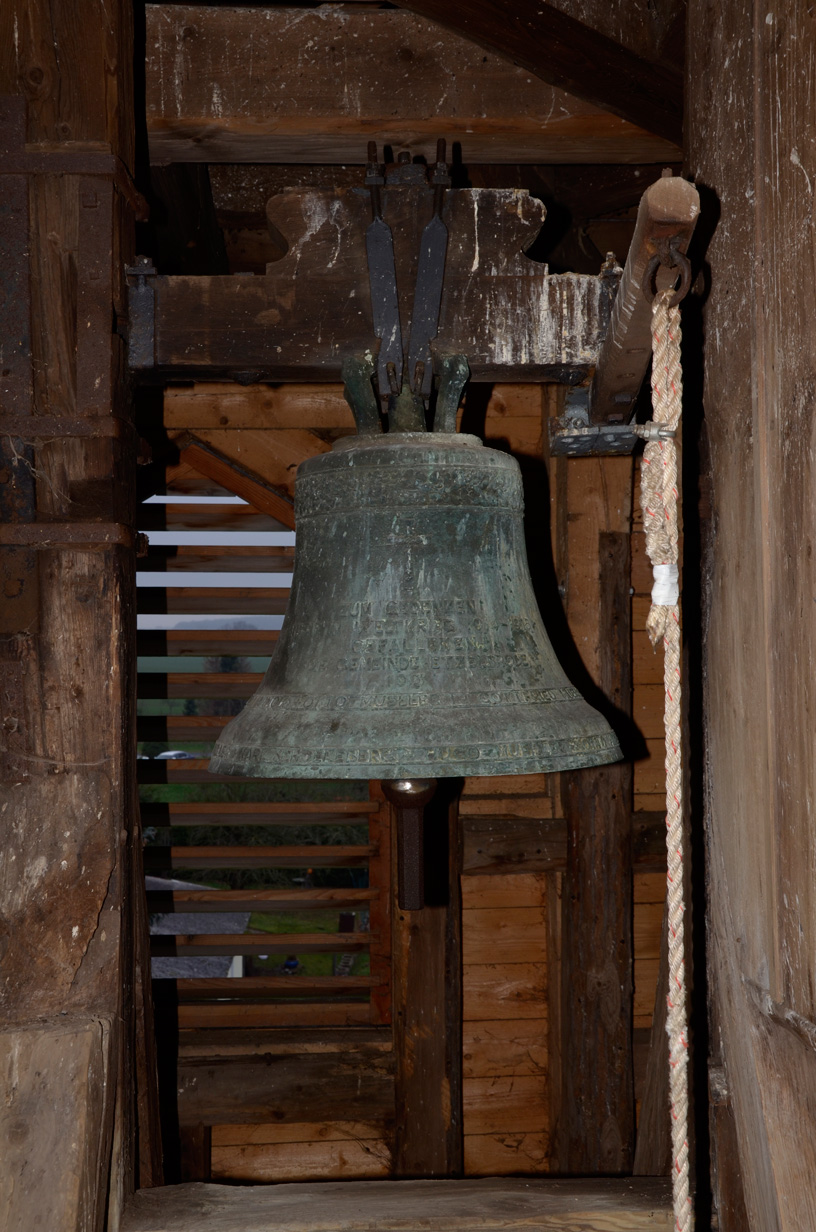
Glocke von 1931
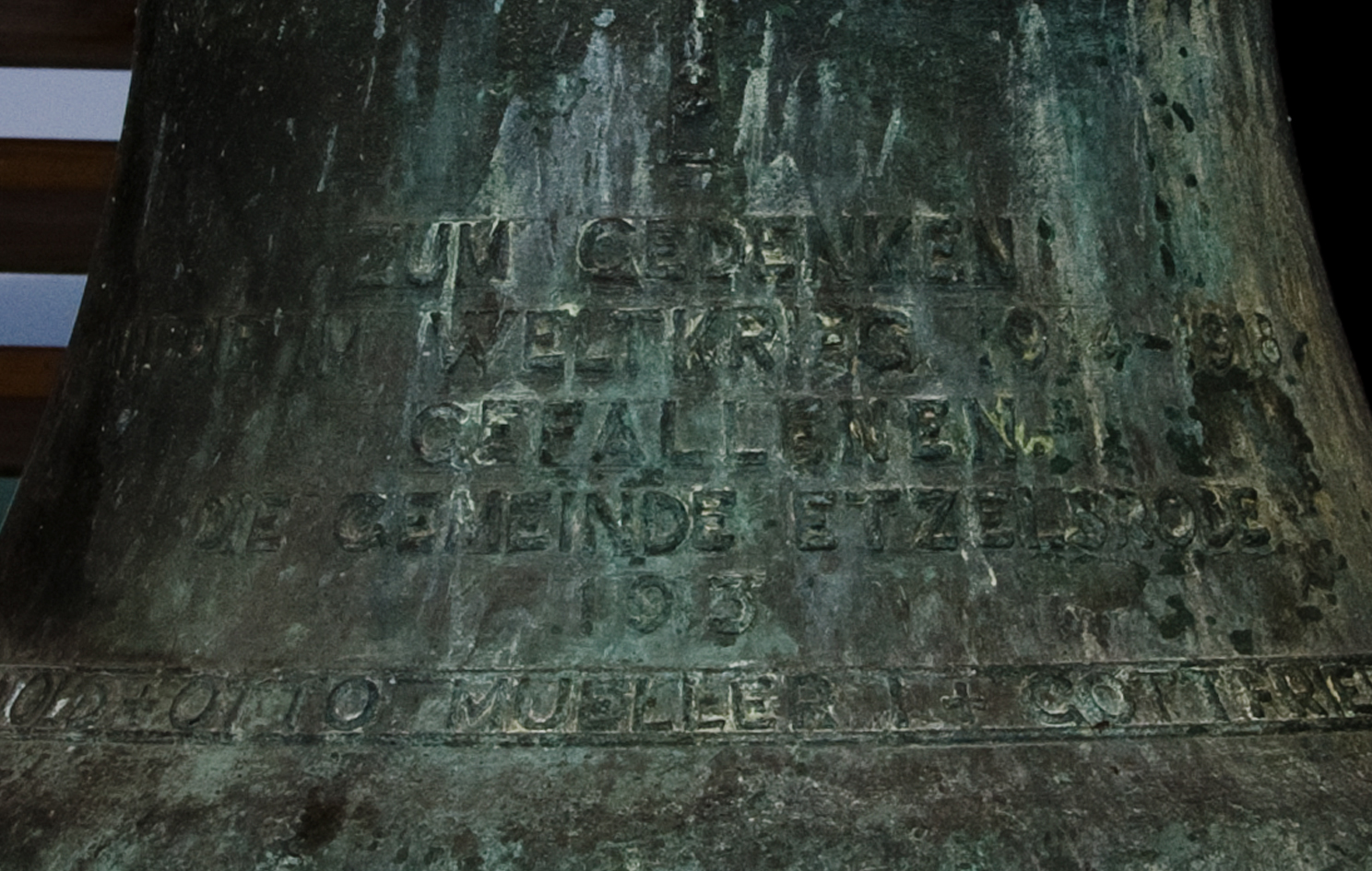
Glocke von 1931 – Detail
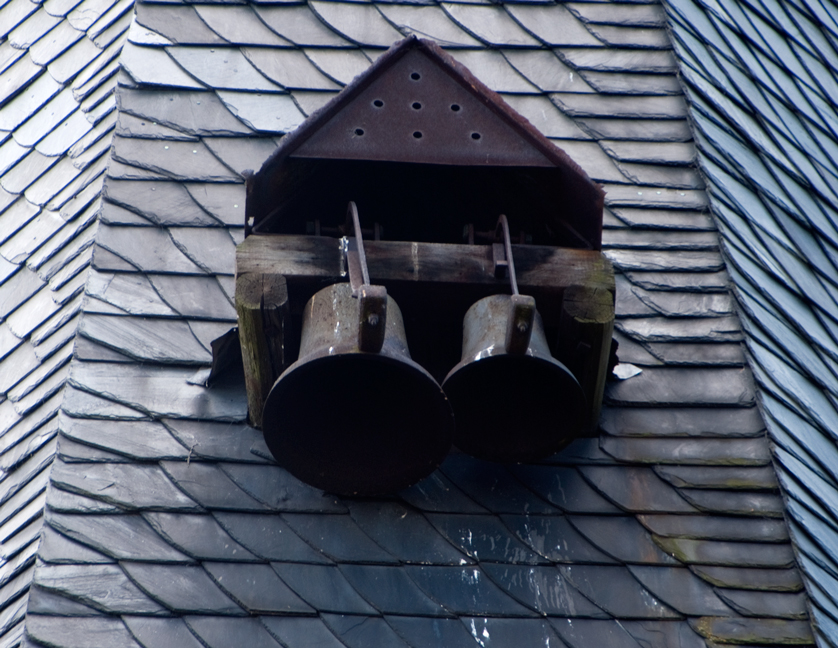
Schlagglocken der Turmuhr von 1905

#### Bilder von der Kirche

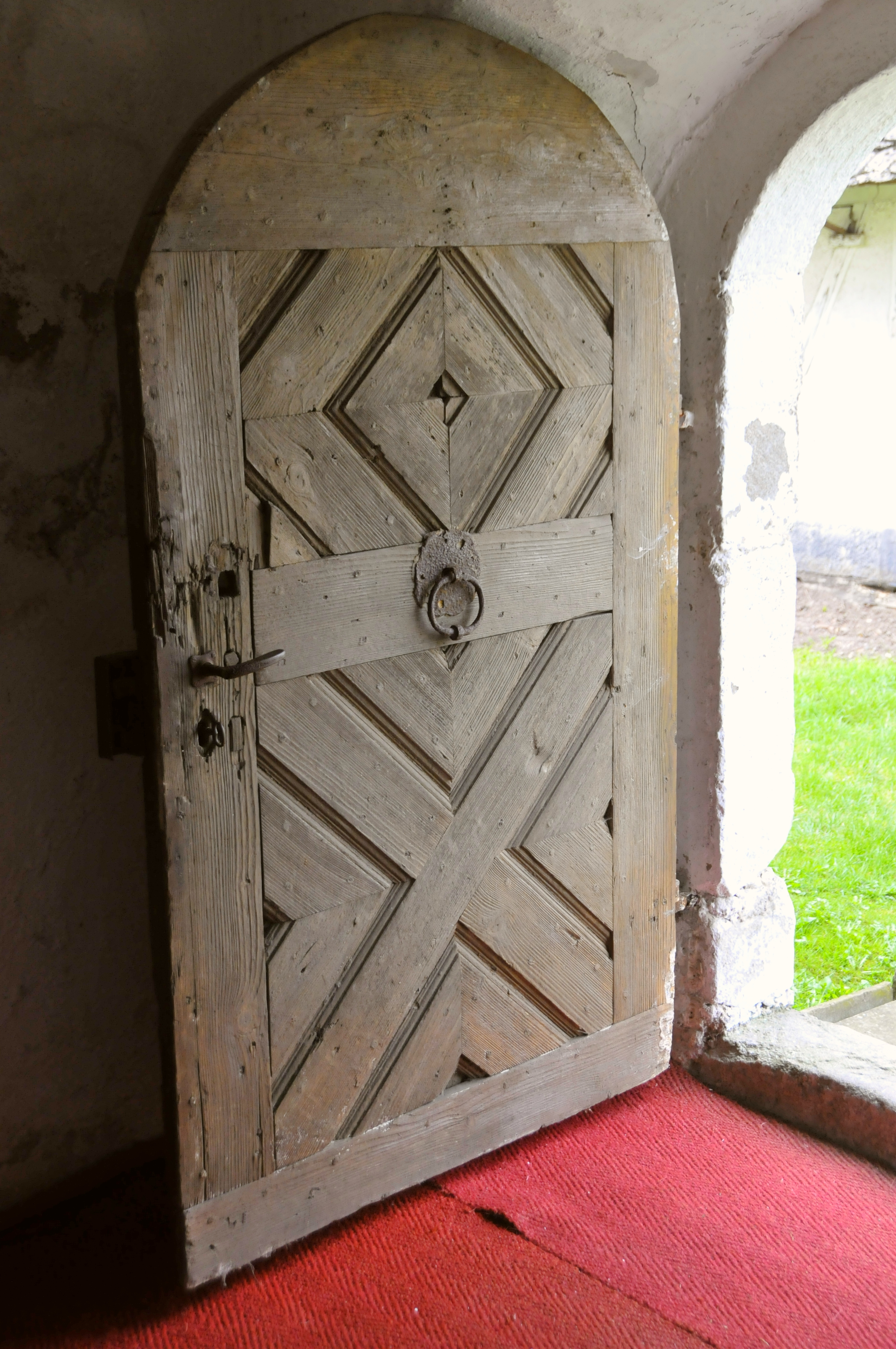
Eingang zum Kirchenschiff
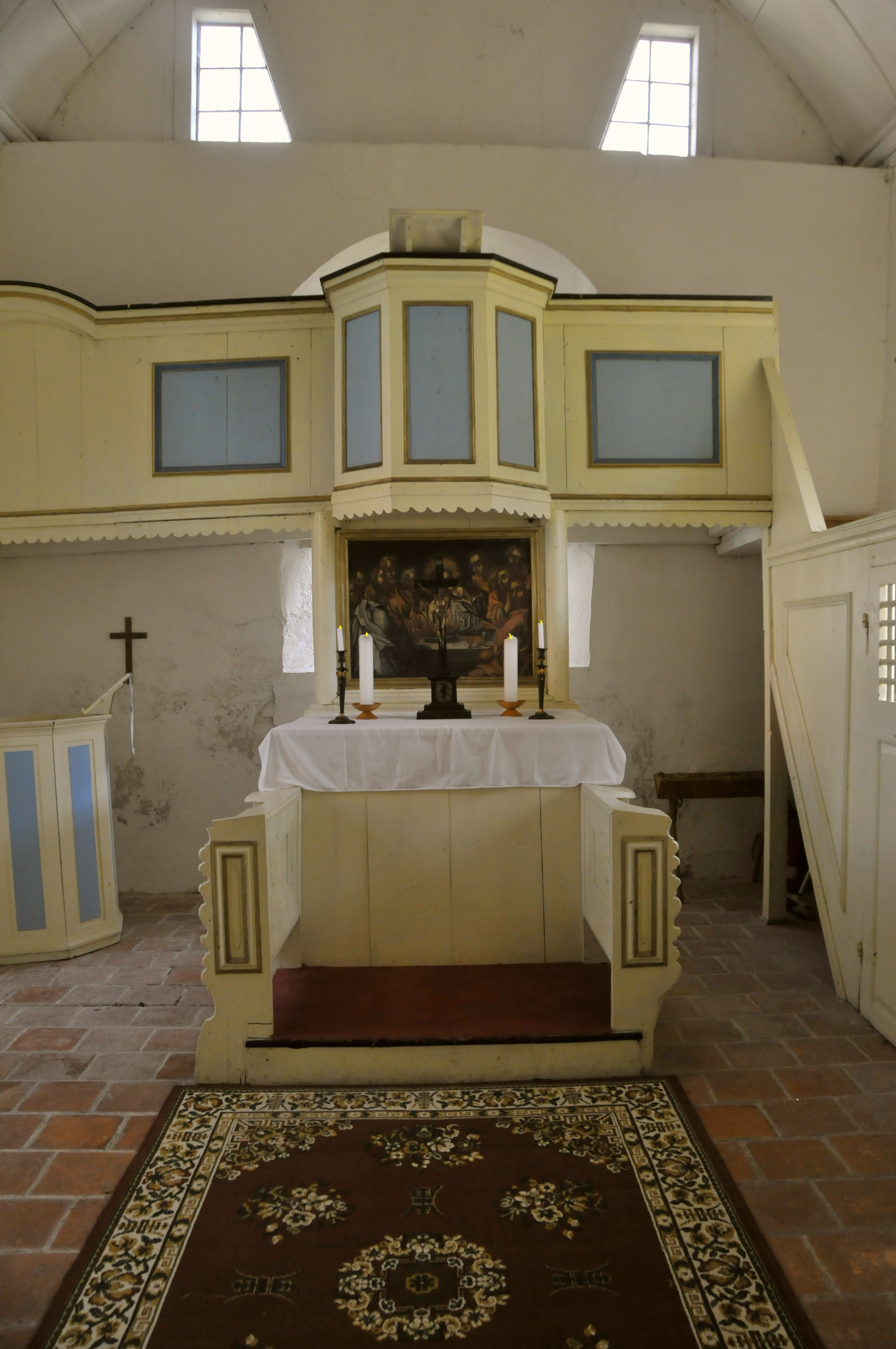
Chorseite mit Altar und Emporenkanzel
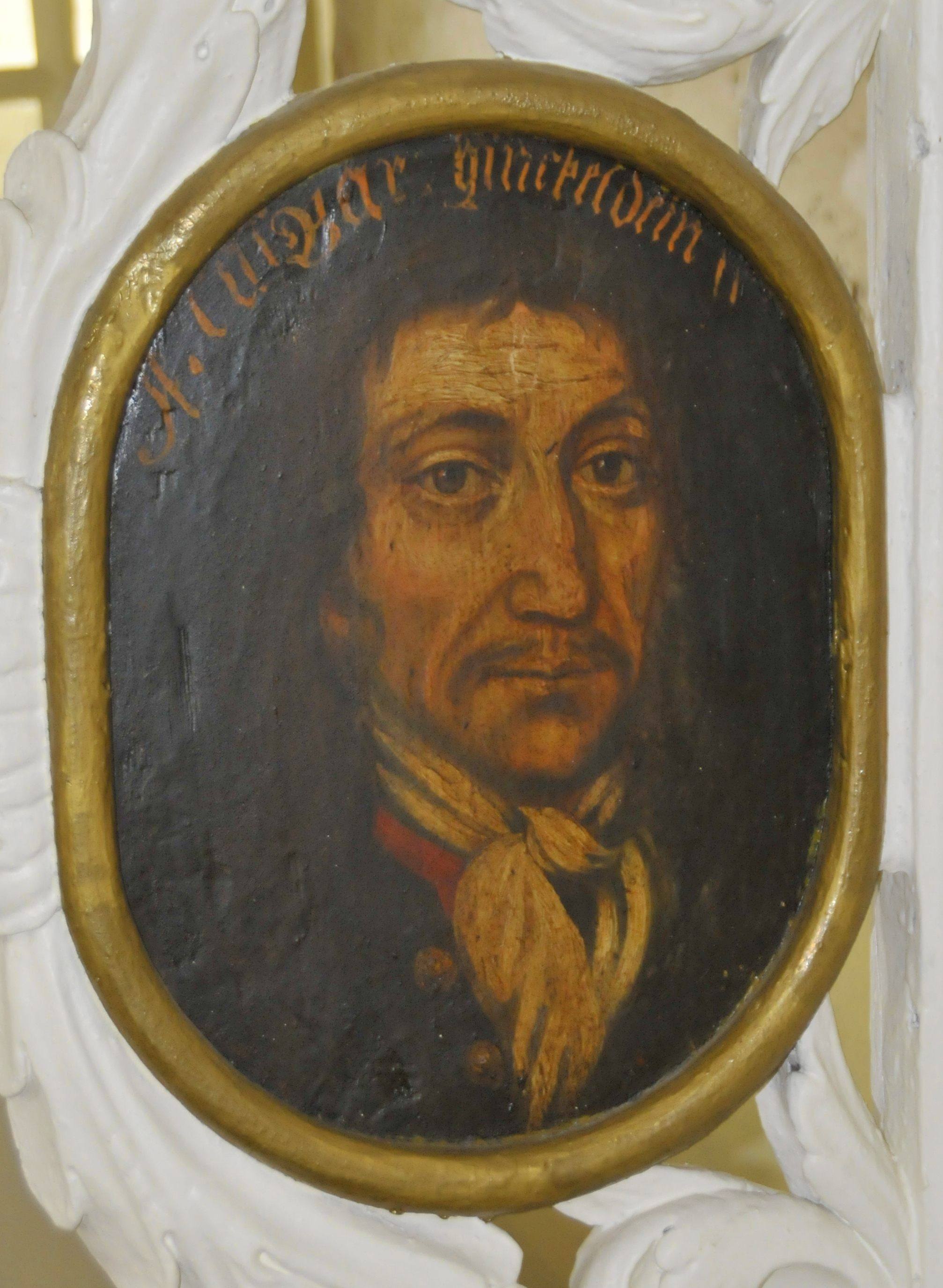
Gemälde eines unbekannten Meisters
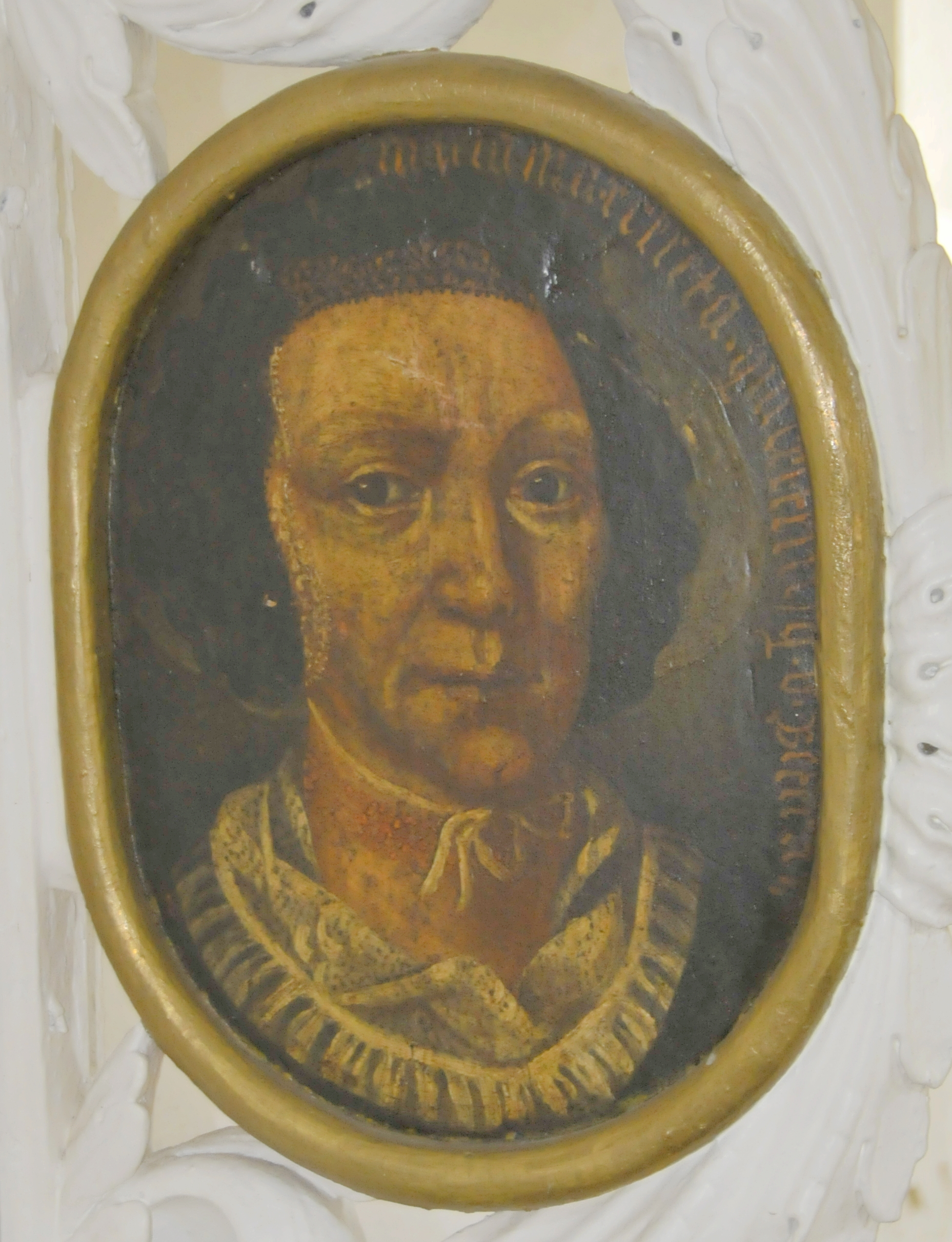
Gemälde eines unbekannten Meisters
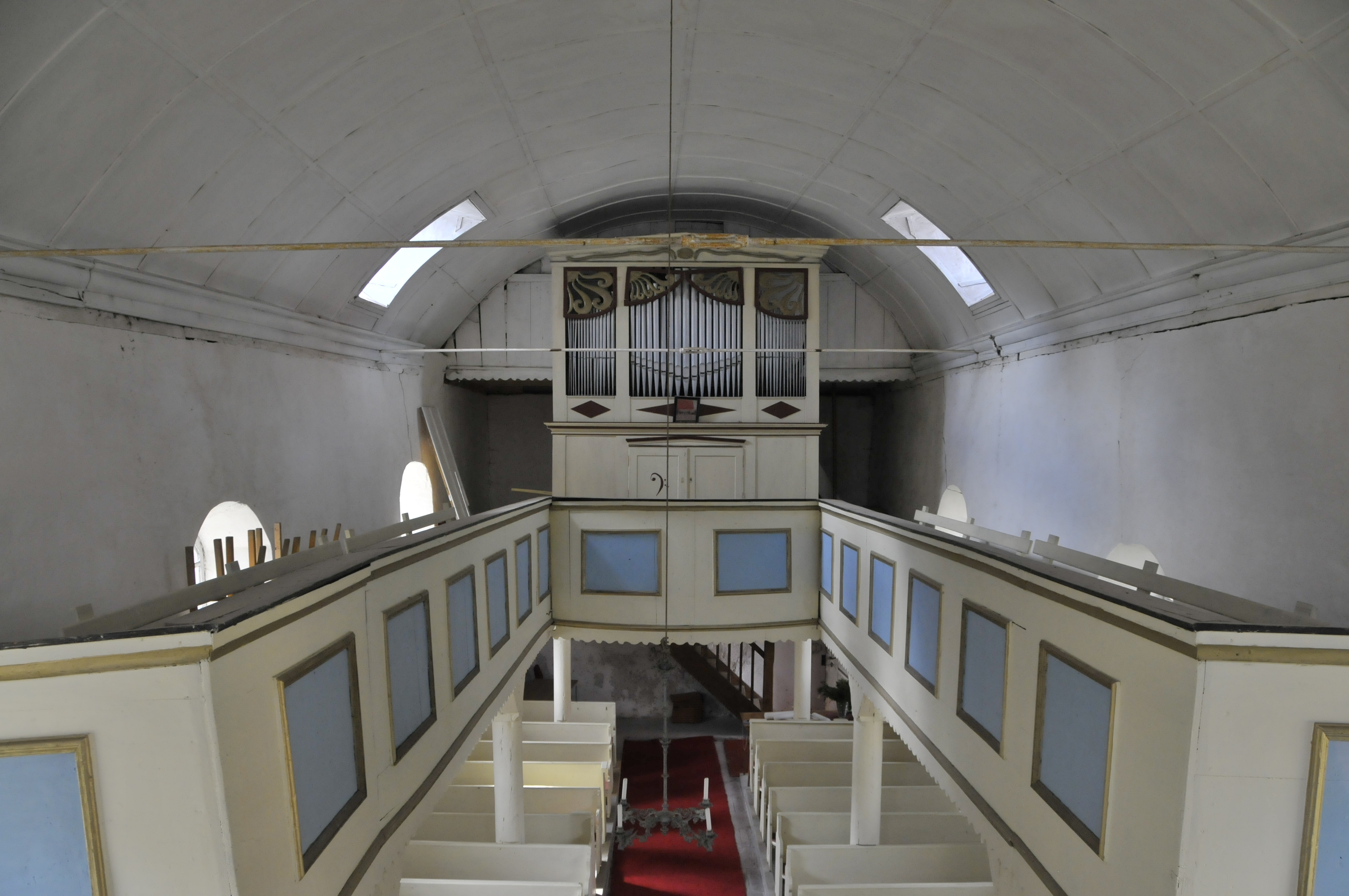
Orgelempore
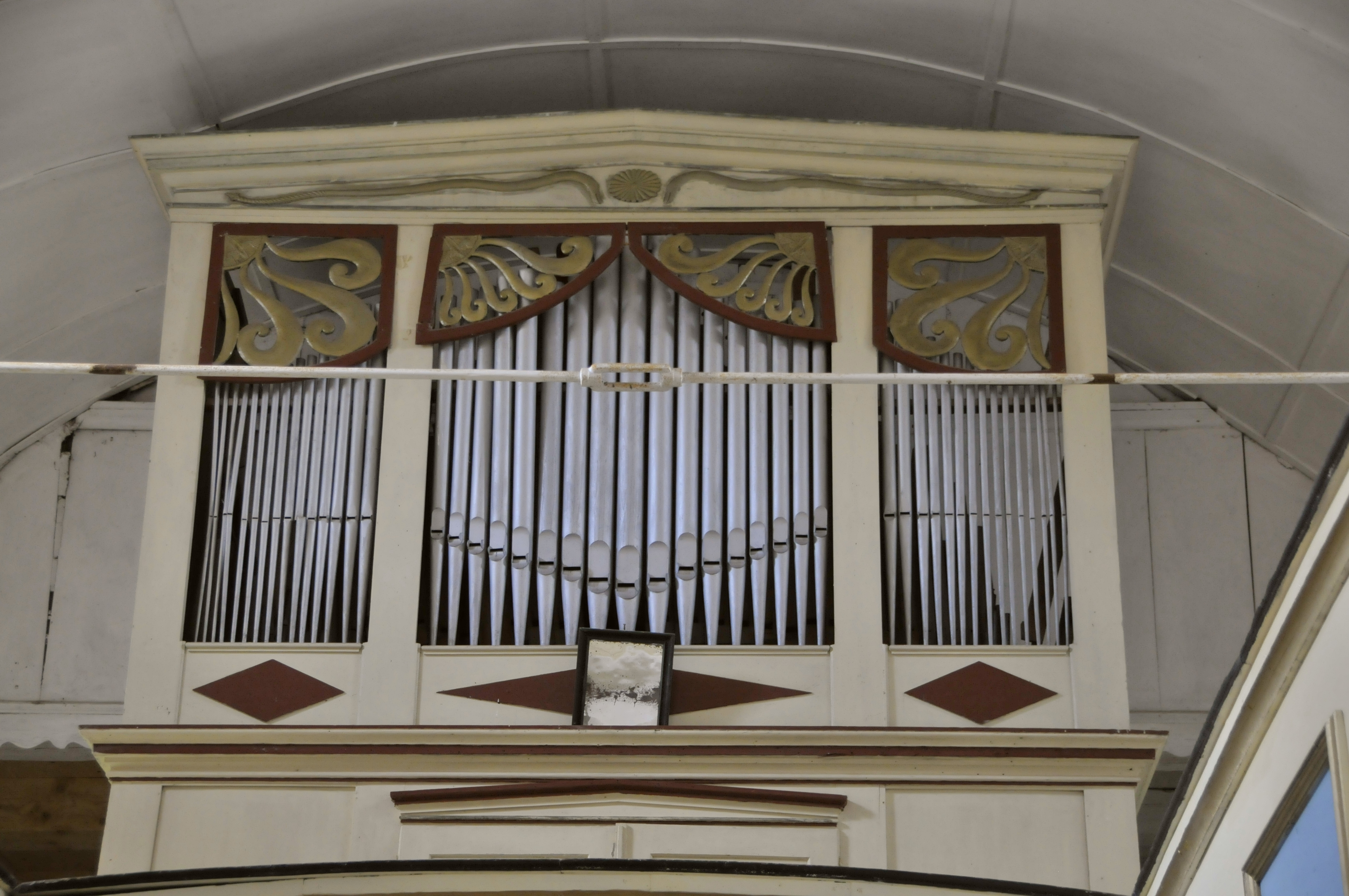
Kirchenorgel von Gottlieb Knauf, Bleicherode

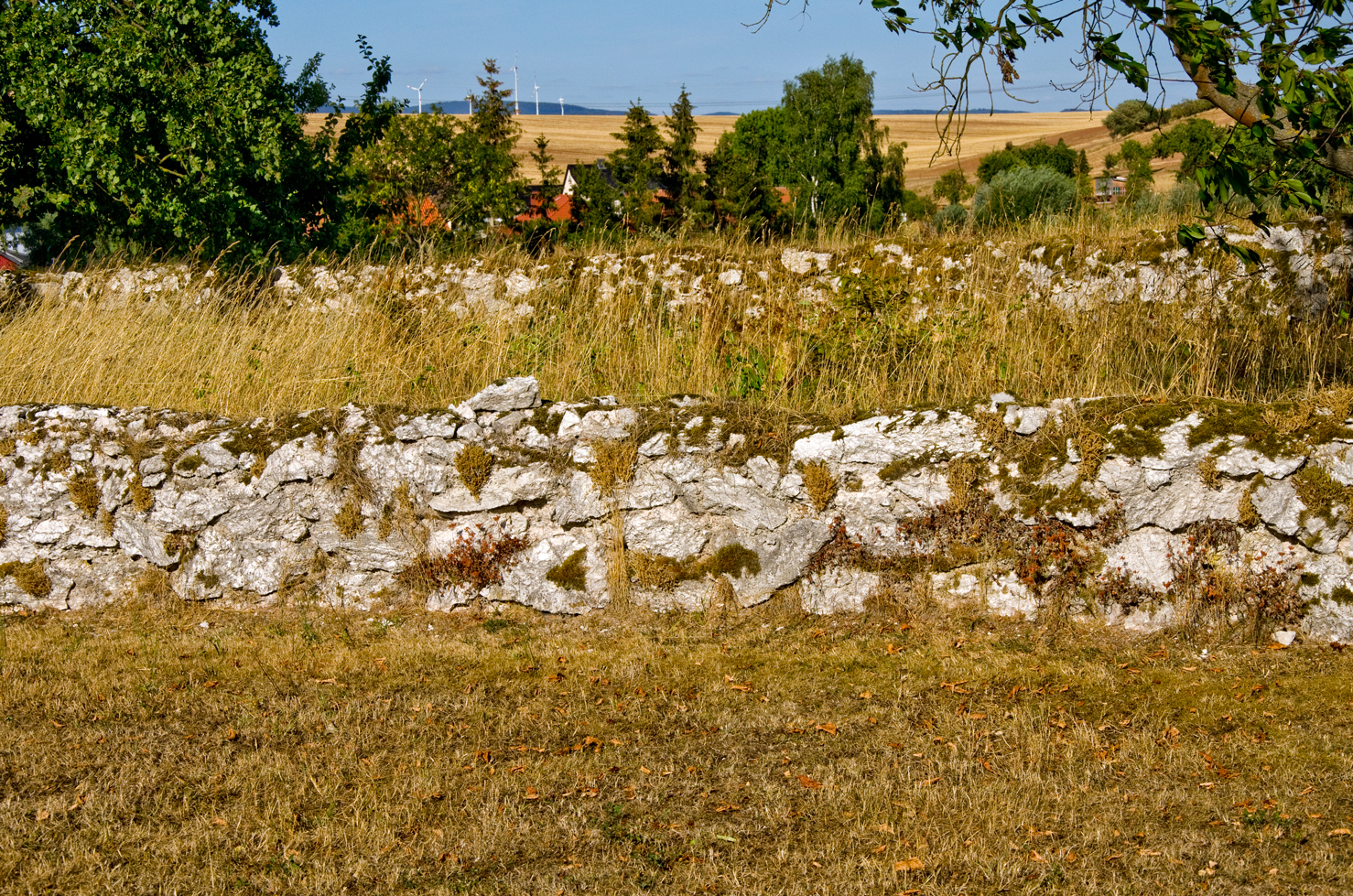
Alte Friedhofsmauer

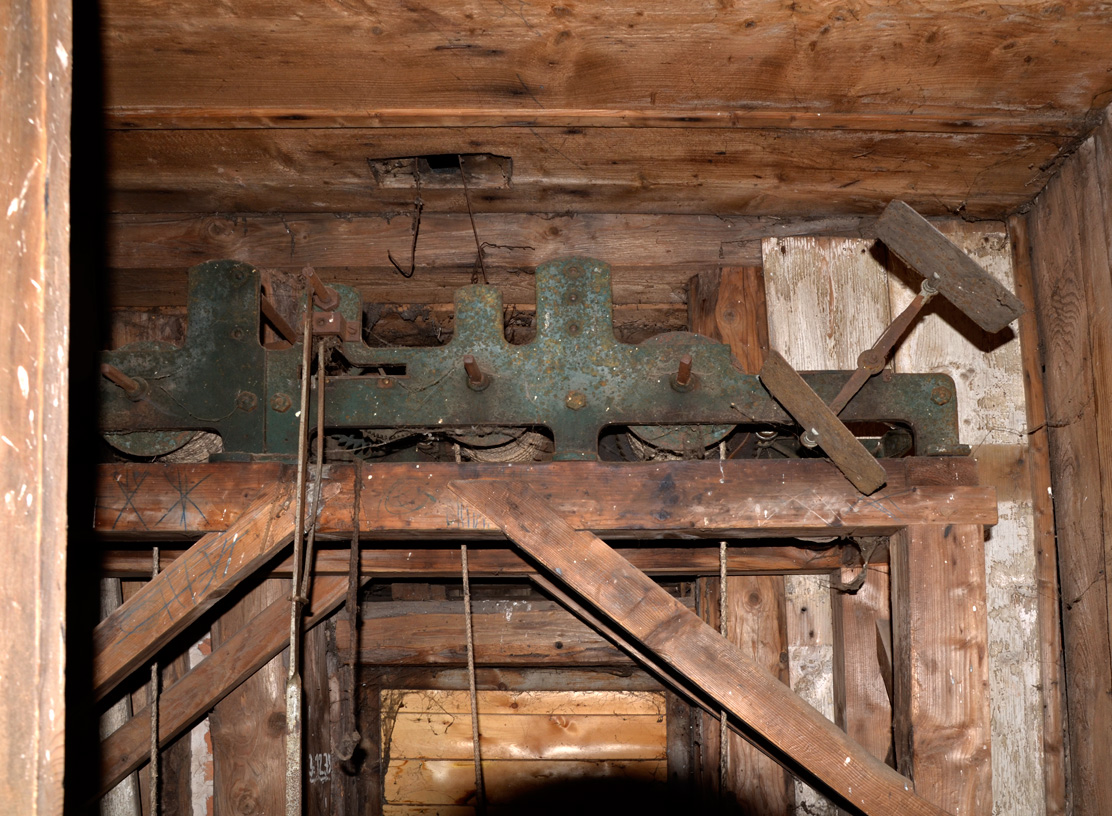
Werk der Turmuhr

### Friedhof
Ehemals, bis 1846, war der Friedhof rund um die Kirche angelegt. Sodann kaufte die Gemeinde im Süden des Dorfes (An der Trift) ein neues Friedhofsgelände und baute darauf ein kleines Aufbahrungshäuschen. Als der Friedhof 1888 wieder zu klein geworden war, wurden das ohnehin schon schadhafte Gebäude abgerissen und dort weitere Grabstätten angelegt. Daraufhin kaufte die Gemeinde unterhalb hiervon weiteres Land. Diese Friedhofsfläche wurde 1929 zugunsten eines neuen Friedhofs westlich davon aufgegeben. Der aktuelle Friedhof liegt südwestlich des Vorgenannten.

### Weitere Informationen
- Die Kirchgemeinde Etzelsrode gehört mit den Kirchgemeinden  Friedrichsthal, Pützlingen und Schiedungen dem Kirchspiel Etzelsrode an, das wiederum dem Pfarrbereich Trebra der Evangelischen Kirche in Mitteldeutschland angehört.
- Im Norden der Kirche befindet sich die ehemalige Schule. Heute wird der schöne Fachwerkbau von der Pfarrei genutzt. Im ersten Stockwerk ist eine Wohnung.
- Das in östlicher Richtung nächste Gebäude an der Straße ist das ehemalige Pfarrhaus. Dazwischen liegt das Dorfgemeinschaftshaus, das zu DDR-Zeiten als Kónsum, eine Verkaufsstelle der damals bekannten Handelskette, errichtet wurde. Heute dient das Gebäude als zentraler Versammlungs- und Veranstaltungsort und ist darüber hinaus das Domizil des Heimatvereins Etzelsrode.

### Lokaler Dialekt
Noch bis in die frühen neunziger Jahre des letzten Jahrhunderts hinein war in Etzelsrode die nordthüringische Mundart äußerst lebendig. In der Folgezeit jedoch ist dieses bedeutende Merkmal eines Etzelsröder Lokalkolorits mehr und mehr verblasst und heute nur noch rudimentär in der Intonation der Alltagssprache sowie in wenigen verbliebenen Wörtern mundartlichen Ursprungs erhalten. Die Gründe für diese Entwicklung sind sicher vielschichtig. Neben einer de facto nicht mehr existierenden Infrastruktur ist eine der Hauptursachen darin zu suchen, dass durch die gravierenden politischen Veränderungen das gemeinsame Alltagsleben, in Vorwendezeiten vordergründig durch die Arbeit in heute nicht mehr vorhandenen Landwirtschaftsbetrieben geprägt, nahezu erloschen ist. Somit hat sich die lokale Sprache notwendigerweise auf einen allgemeingültigen Standard reduziert.
Schriften, die den regionalen Dialekt dokumentieren, gibt es aus Etzelsrode so gut wie keine, bis auf eine Ausnahme: Im Winter 1879/80 versandte der Marburger Sprachwissenschaftler Georg Wenker Erfassungsbögen, die Wenkerbögen, an die Gemeinden der ehemaligen Grafschaft Hohenstein, um die dort gesprochenen Dialekte zu erfassen, zu analysieren und sie in seinen „Deutschen Sprachatlas “ zu integrieren. Diese Bögen wurden vorwiegend von den örtlichen Dorfschullehrern, in Etzelsrode von Albin Stange, bearbeitet. Sie enthielten 40 standardsprachliche, nach sprachwissenschaftlichen, speziell für Nord- und Mitteldeutschland relevanten Kriterien erstellte Sätze, die Wenkersätze, die vom Bearbeiter in den lokalen Dialekt zu übersetzen waren. Der Wenkerbogen für Etzelsrode mit der Nr. 06446 ist in deutscher Kurrentschrift erhalten. Er gibt zudem einen kleinen Hinweis darauf, welche Kleidung – insbesondere von den Männern – in Etzelsrode zur Zeit der Erfassung getragen wurde.
Tondokumente des Etzelsröder Dialekts existieren nicht. Aus der Region sind überhaupt nur zwei Aufnahmen erfasst: eine aus Pützlingen (1964), erfasst durch die Arbeitsstelle Thüringische Dialektforschung und eine aus Großwechsungen (1991), erfasst durch das Forschungszentrum Deutscher Sprachatlas.